# Петербурго-Варшавская железная дорога
Петербурго-Варшавская железная дорога — четвёртая железная дорога, построенная в Российской империи в 1852—1862 годы в соответствии с императорским указом от 15 февраля 1851 года. Протяжённость 1046 вёрст, с ветвью к границе с Пруссией — 1225 вёрст (1280 км). Проведена через города Гатчина — Луга — Псков — Остров — Пыталово — Режицу — Динабург (Двинск) — Вильно — Ландварово — Гродно — Белосток.
Ветви: Ландварово — Ковно — Вержболово — (162 версты); Пыталово — Сита (63 версты).
В настоящее время участки дороги относятся к Октябрьской железной дороге (РЖД), Латвийской железной дороге, Литовским железным дорогам, Белорусской железной дороге и Польским железным дорогам.

## История

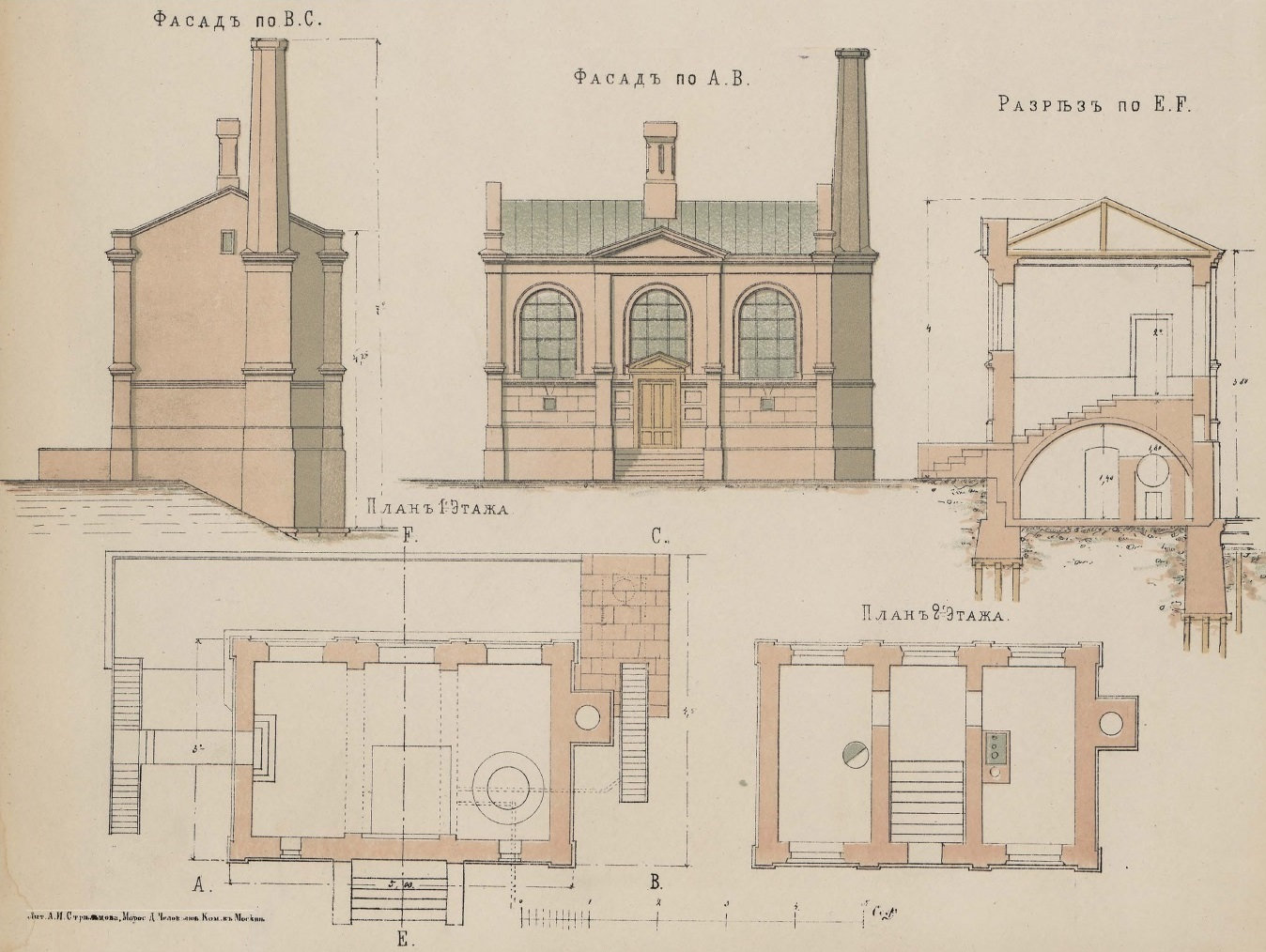
Водокачка

Линия проложена через губернии: С.-Петербургскую (на протяжении 218 вёрст), Псковскую (153 версты), Витебскую (127,5 версты), Курляндскую (17,9 версты), Ковенскую (31,8 версты), Виленскую (216,5 версты), Гродненскую (137,9 версты), Ломжинскую (67 вёрст), Седлецкую (28,2 версты), Варшавскую (47 вёрст); ветвь до границы с Пруссией — через Виленскую (58,7 версты), Ковенскую (22,4 версты) и Сувалкскую (80,9 версты). Наибольшее возвышение над уровнем моря на 448-й версте (перегон Антонополь — Рушоны) — 596,69 футов, наименьшее на 1-й — 17,57 футов.

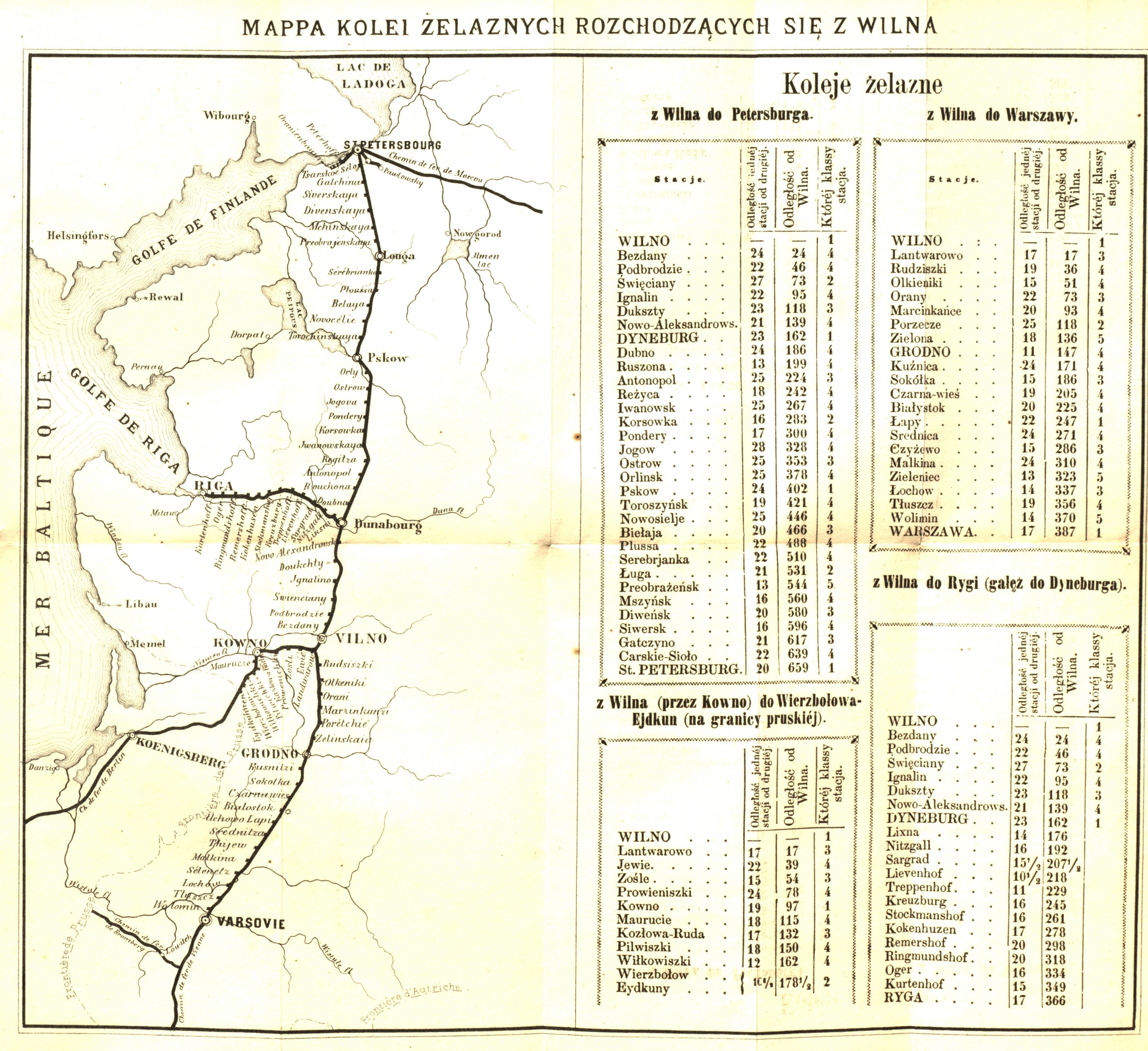
Карта дороги

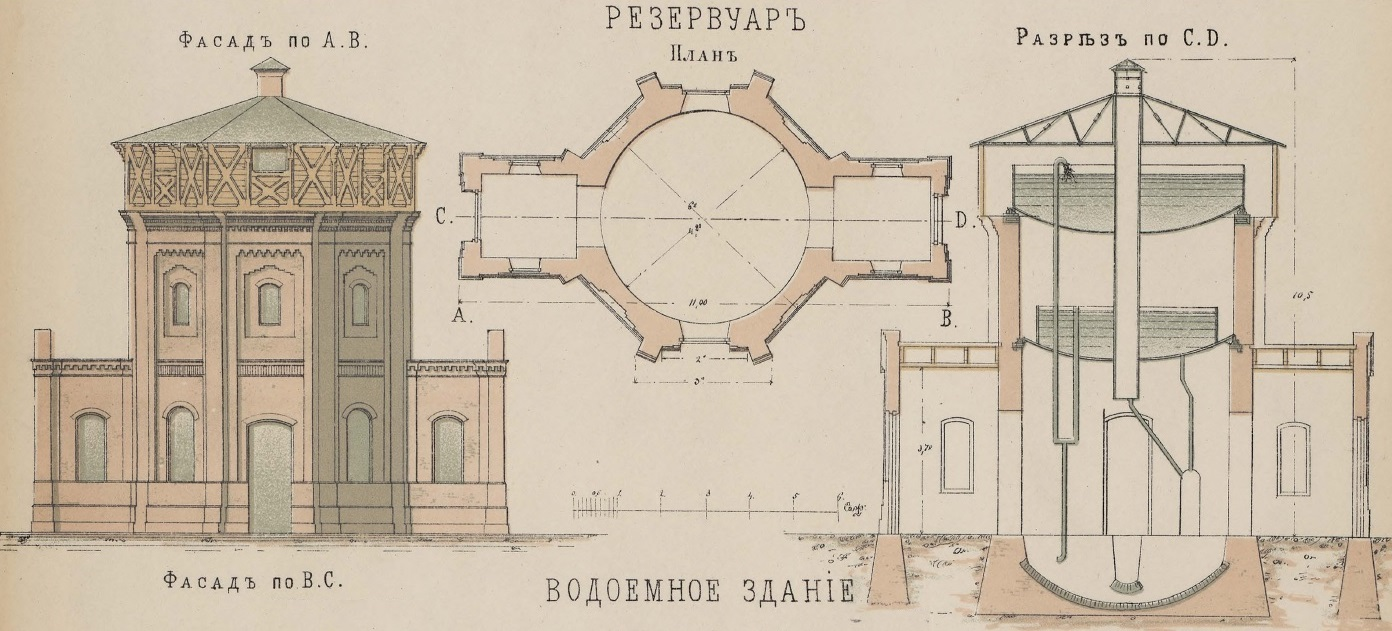
Водонапорная башня

15 февраля 1851 года подписан указ императора Николая I о проведении изысканий для постройки на средства казны дороги Санкт-Петербург — Варшава.
23 ноября 1851 года подписан императорский указ о строительстве дороги.
Строительство начато в 1852 году под руководством инженера генерал-майора Э. И. Герстфельда, его помощниками были генерал-майор С. В. Кербедз и полковник А. А. Богушевский.
31 октября (12 ноября) 1853 года открылось движение поездов на участке Санкт-Петербург — Гатчина (41 верста/45 км). Это был двухпутный участок, он был единственным на железной дороге по 1870-е годы, когда стали укладывать вторые пути и на других участках. На казённые деньги дорогу довели только до Гатчины, так как Крымская война истощила государственные средства.
10 октября 1856 года Совет Министров принял решение о привлечении иностранного капитала. 26 января 1857 года основано Главное общество российских железных дорог (основной капитал — французский). Новообразованому Обществу переданы дорога и строительные работы.
После перехода железной дороги в ведение Главного общества российских железных дорог строительством руководили французы: главный директор Э. Коллиньон, частный директор Герен, вице-директора́ Брессон и Готшальк.
Технические параметры мало отличались от Петербурго-Московской дороги. Земляное полотно и искусственные сооружения возводились под два пути, однако верхнее строение — под один путь. Предельный уклон принимался в 6 ‰; минимальный радиус кривых — 640 м. Проектный объём земляных работ достигал 96 млн кубометров или 76 тысяч кубометров на 1 км пути. Вся линия была разбита на 8 отделений. Некоторые участки строились одновременно.
Дорога вводилась в эксплуатацию участками:
- 5 (17) декабря 1857 года: Гатчина — Луга.
- 10 (22) февраля 1859 года: Луга — Псков (128 вёрст)[5]. За семь месяцев до того, 8 июля 1858 года «ходил в Псков поезд с членами Совета Управления» Общества, а 22 сентября государь император «изволил прибыть из Пскова в Царское Село».
- 10 августа 1859 года первый паровоз пришёл в Остров, 20 сентября — в Динабург, 17 октября 1859 года Александр II, возвращаясь из южных губерний «изволил проехать из Динабурга до Царского Села по вновь отстроенному пути».
- 26 января 1860 года: Псков — Остров (49 вёрст), 8 ноября 1860 года — Остров — Динабург (191 верста)[6].
- 11 апреля 1861 года: Ковно (временная станция на левом берегу Немана) — Прусская граница. Согласованное дилижансное сообщение Ковно — Динабург (до открытия прямого железнодорожного сообщения).
- 15 марта 1862 года: Динабург — Ландварово (178 вёрст), 10 мая — Ландварово — Ковно.
- 6 (18) мая 1862 года открыто временное коммерческое движение на участке Варшава — Белосток, а чуть позже оно продлено до Гродно.
- 6 (18) сентября 1862 года открыто временное коммерческое движение на участке Варшава — Ландварово, таким образом пассажиров и товары начали перевозить по всей линии.
- 15 (27) декабря 1862 года с введением в эксплуатацию участка Ландварово — Варшава состоялось официальное открытие сквозного движения по всей линии. Длина дороги составила 1046 вёрст, ответвление до границы с Пруссией — 162 версты.

Для связи с Варшаво-Венской железной дорогой, имевшую другую ширину колеи, в Варшаве была сооружена конная железная дорога шириной колеи 1524 мм, длиной 6,9 км, с наибольшим продольным уклоном 36,4 ‰ и минимальным радиусом кривых 37 м. Линия была открыта в 1866 году, и связывала конечные станции Петербурго-Варшавской и Варшаво-Венской железных дорог, на каждой из которых было построено по две платформы для перегрузки товаров с железной дороги на конку. Также имелась ветка к причалу на правом берегу Вислы.
С 1 января 1894 года дорога выкуплена Государственной казной. В 1895 году открыта для движения стратегическая ветвь Ораны — Олита, а в 1899 году — Олита — Сувалки — Гродно (Лососно). В 1906 году с устройством второго пути от Малкина до Варшавы стала двухпутной на всём протяжении.
1 января 1907 года Петербурго-Варшавская дорога наряду с Балтийской и Псково-Рижской вошла в состав Северо-Западных железных дорог. На время упразднения дорога состояла из «главного хода» Санкт-Петербург — Варшава, ветви до границы с Восточной Пруссией, и трёх второстепенных малодеятельных ветвей; их общая протяжённость — 1426 вёрст (из них 1208 вёрст — магистральных; 218 вёрст — второстепенных).

### После 1907 года
Во время Первой мировой войны части линии от Варшавы до Двинска, от Вержболово до Вильны и стратегическая ветвь Ораны — Олита были немцами перешиты на колею шириной 1435 мм. После окончания Первой мировой войны, польско-советской войны и других военных действий части бывшей Санкт-Петербурго-Варшавская железной дороги (с ветвями) отошли Советской России (позднее СССР), Латвии, Литве и Польше. В межвоенный период отошедшая Польше и Литве часть железной дороги осталась с колеей 1435 мм, а в Латвии обратно перешита на 1524 мм.
В 1939—1940 годах после присоединения к СССР Западной Белоруссии, Литвы и Латвии, начата частичная перешивка некоторых участков бывшей Санкт-Петербурго-Варшавской железной дороги на широкую колею (1524 мм). Но до начала немецкого вторжения полная перешивка не была завершена. После окончания Второй мировой войны линии и ветки бывшей Санкт-Петербурго-Варшавской железной дороги отошли к СССР и Польской Народной Республике.
В 1967 году участок дороги в городской черте Ленинграда от станции Корпусное шоссе до станции Шоссейная был демонтирован. Поезда на этом участке переведены на Балтийский ход, а для связи с Варшавским ходом от станции Ленинский проспект построена соединительная линия со станциями Предпортовая и Аэропорт. На месте бывшей железной дороги проложена Варшавская улица.
Отдельные участки бывшей Петербурго-Варшавская железной дороги электрифицированы. Первая на железной дороге в 1938 году была электрифицирована (1,5 кВ постоянного тока) станции Гатчина-Варшавская как продолжение электрификации линии бывшей Балтийской железной дороги. В годы ВОВ контактная сеть была снята. В середине 1960-х годов постоянным током напряжения 3 кВ электрифицированы участки: Гатчина-Варшавская — Сиверская в 1966 году, включая повышение напряжения ранее электрифицированной станции Гатчина-Варшавская; Ленинград — Гатчина-Варшавская в 1967 году, Сиверская — Луга в 1971 году. В Литве переменным током напряжения 25 кВ электрифицированы участки: Вильнюс — Каунас и Лентварис — Сянейи-Тракай (тогда станция Жвиринас) в 1975 году; Вильнюс — Науйойи-Вильня в 1978 году.
В Польше электрифицирована вся линия бывшей Петербурго-Варшавской железной дороги. В 1952 году постоянным током напряжения 3 кВ электрифицирован участок Варшава-Виленска — Тлущ, в 1981 году Тлущ — Лохув, в 1983 году Лохув — Белосток, в 1986 году Белосток — Кузница-Белостоцка. В 1989 году электрифицирован последний участок, пересекавший границу Польши и СССР, участок Кузница-Белостоцка — Гродно (только пути колеи 1435 мм).
После распада СССР части бывшей Петербурго-Варшавской железной дороги отошли к Российской Федерации, Латвии, Литве и Белоруссии. Участок в Литве от станции Марцинконис до литовско-белорусской границы законсервирован.
В 2001 году Варшавский вокзал был закрыт, отправления поездов дальнего следования переведены на Витебский вокзал, а пригородных поездов — на Балтийский вокзал.
В 2014—2016 годах в Литве между станциями Казлу-Руда и Каунас параллельно существующей линии построена линия колеи 1435 мм (часть магистрали Rail Baltica). В 2019—2021 годах линия колеи 1435 мм продлена до станции Палямонас.

## Станции

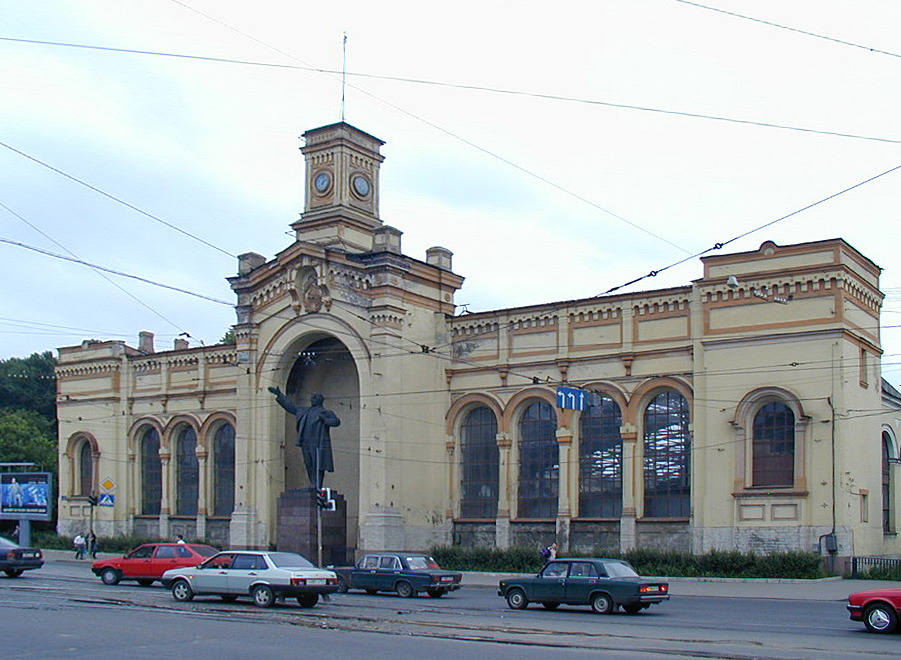
С.-Петербург. Варшавский вокзал. Фото 2001 г.

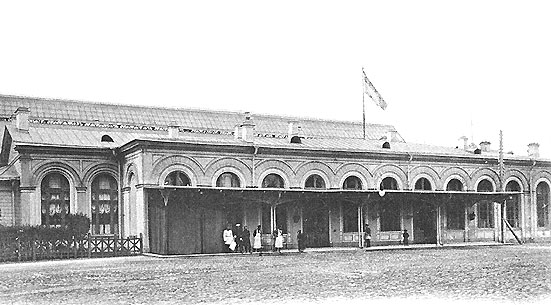
Гатчина. Вокзал со стороны площади

Сиверская

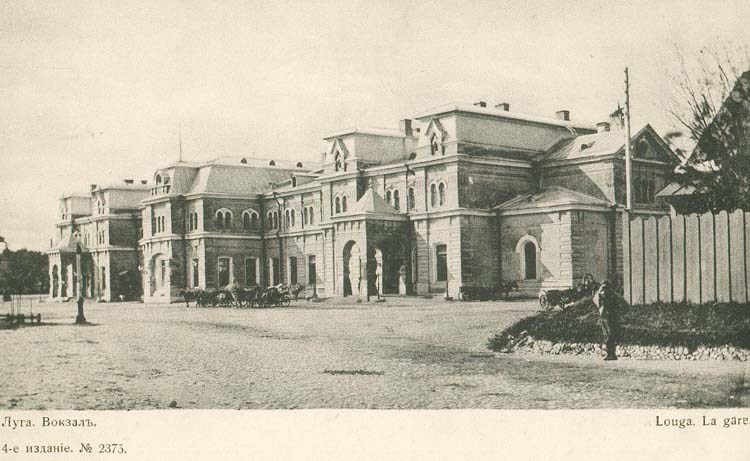
Луга. Вокзал со стороны площади

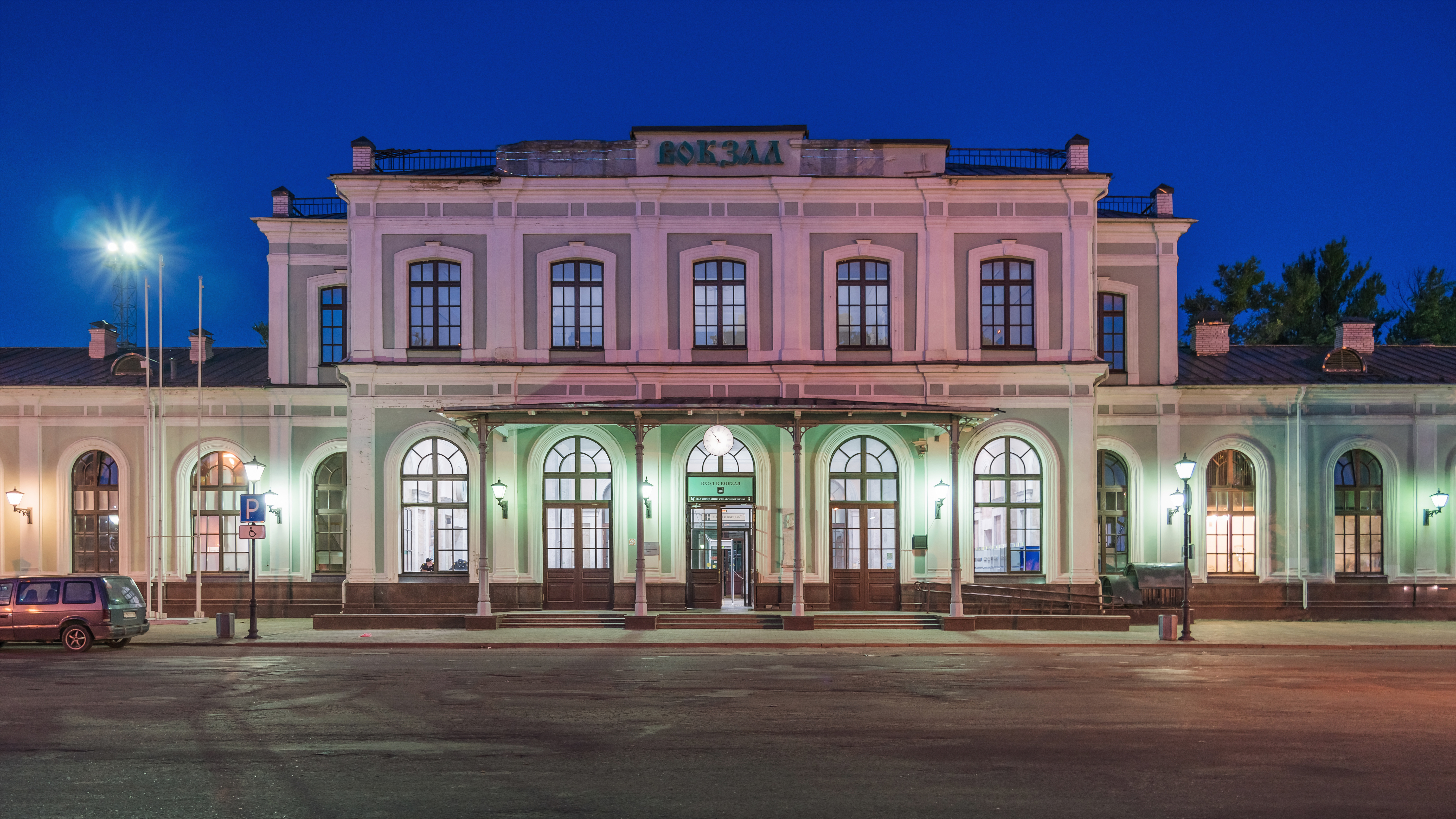
Псков. Вокзал. Фото 2018 г.

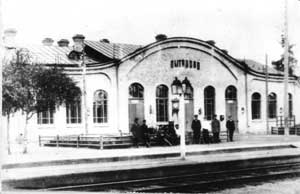
Пыталово. Вокзал

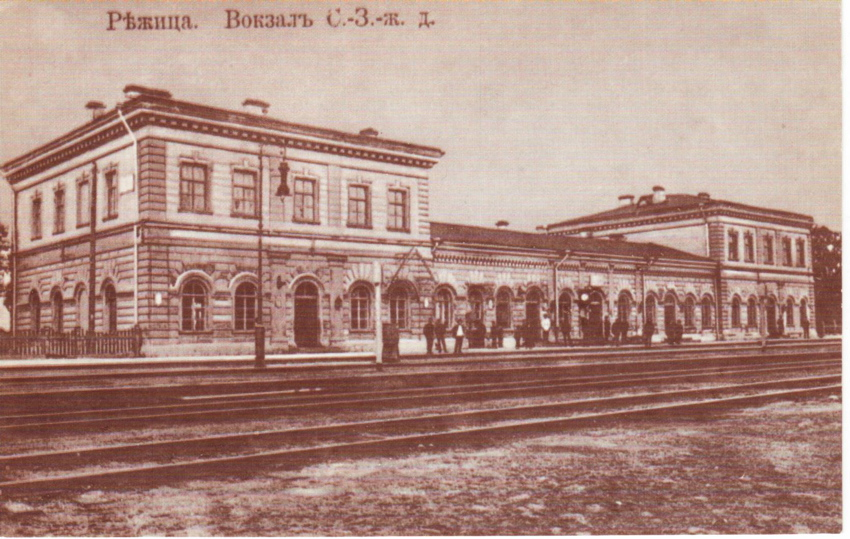
Вокзал станции Режица

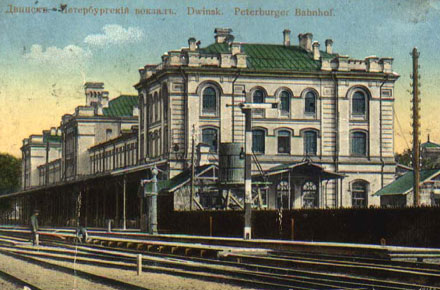
Вокзал станции Динабург

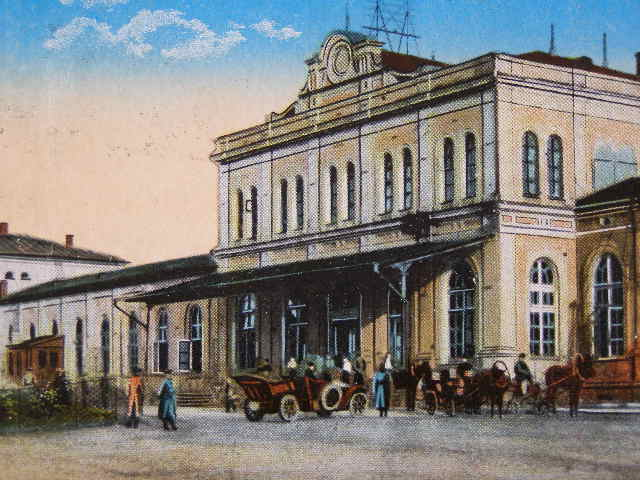
Вильна. Вокзал. Открытка 1915 г.

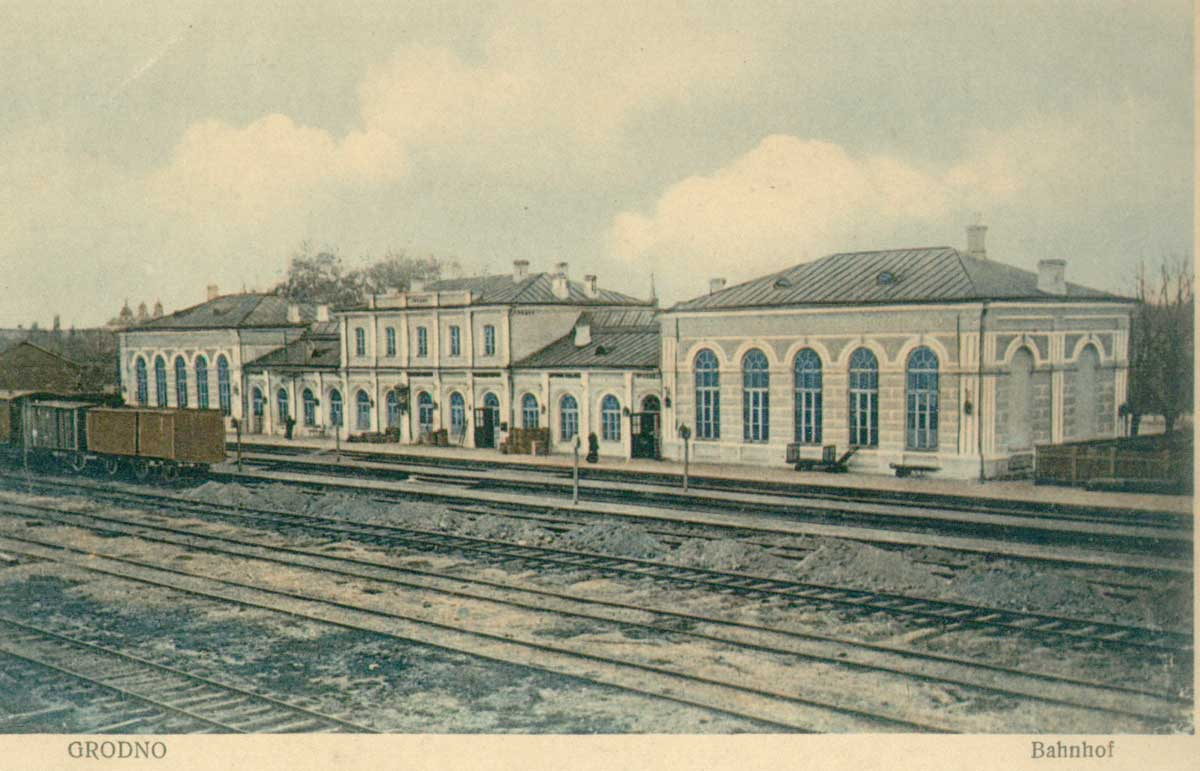
Станция Гродно. Открытка.

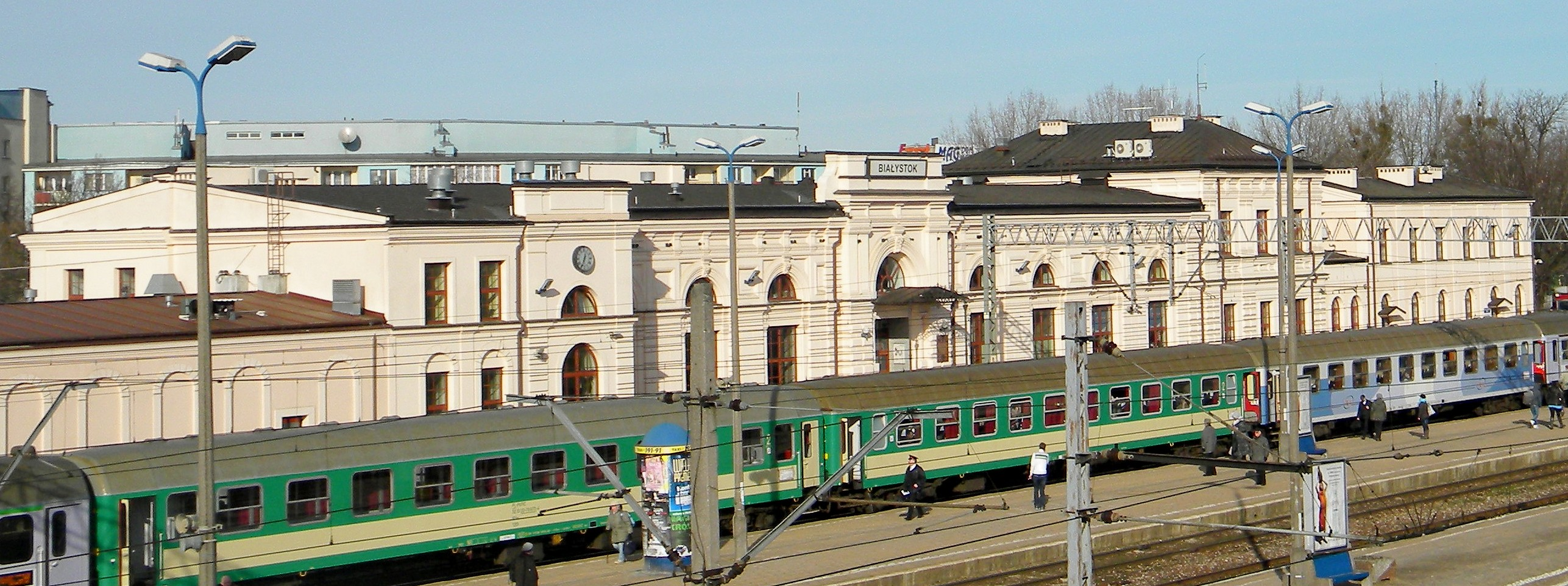
Белосток. Вокзал

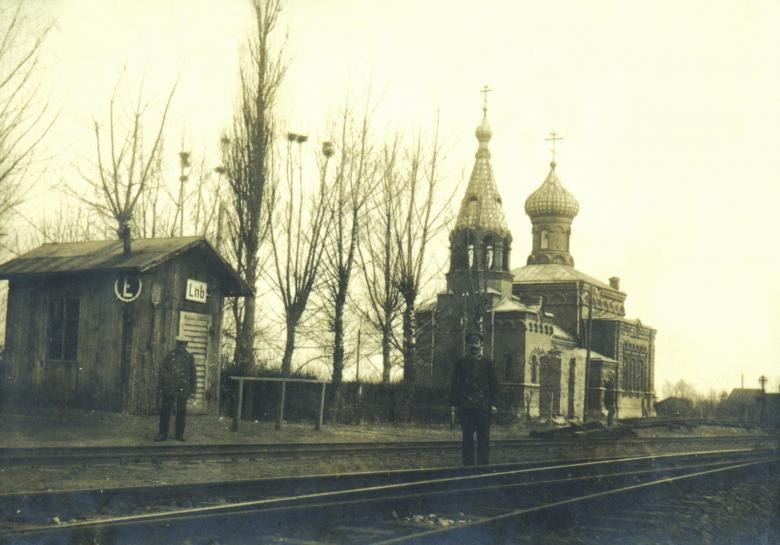
Лапы. Церковь Св. Николая

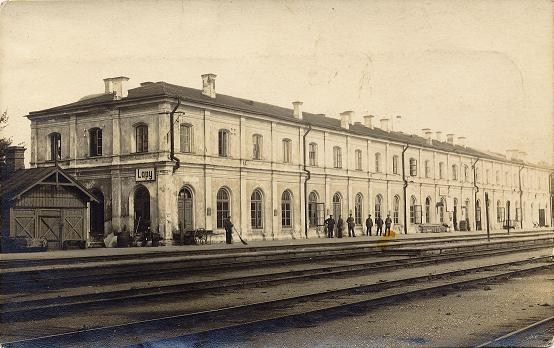
Лапы. Вокзал. 1939 г.

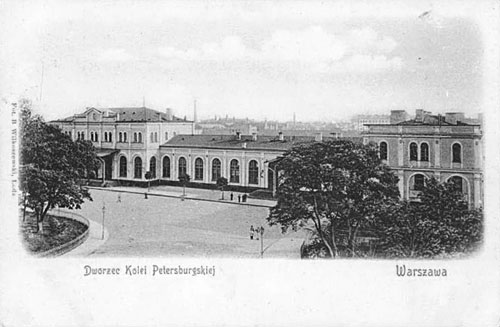
Варшава. Петербургский вокзал.

### Санкт-Петербург — Варшава. 1045 вёрст
| станция                            | верста | год ввода | класс | класс, 1862 г. | примечания |
| ---------------------------------- | ------ | --------- | ----- | -------------- | --- |
| Санкт-Петербург (с 1914 Петроград) | 1      | 1853      | в/к   | 1              | Варшавский вокзал. Правление дороги. Паровозное депо (Локомотивное депо Ленинград-Варшавский, С.-Петербург-Варшавский (ТЧ-14 Окт). Вагонное депо (ВЧД-10). Товарная станция. Музей Октябрьской железной дороги (2001 г.). Газовый завод (1858 г.) Бассейн для перегрузки товаров на барки, связанный с Обводным каналом. Соединительные ветви: с петербургской станцией Николаевской ж. д.; с петербургской станцией Петергофской (позднее Балтийской ж. д.) (Балтийский вокзал), Цветочным постом и Корпусным постом (разобрана). В 2001 г. Варшавский вокзал закрыт. |
| Александровская                    | 21     | 1853      | III   | 4              | Царскосельская. В 1895 г. от станции проложена особая ветка, подходившая к Императорскому павильону на окраине Александровского парка Царского Села. |
| Гатчина                            | 42     | 1853      | II    | 3              | Гатчино. Гатчина-Варшавская. Пассажирское каменное здание (открыто 10 февраля 1859 г.). Газовый завод (1858—1859 гг.), станция освещалась газом с 8 февраля 1859 г. Узловая станция с 1870 г.: соединение с Балтийской ж. д. |
| Суйда                              | 51     | 1861      | н/д   | -              | На 57-й версте перегона Суйда — Сиверская располагалась пл. Карташевского. |
| Сиверская                          | 63     | 1857      | н/д   | 4              | Буфет. На 71-й версте перегона Сиверская — Дивенская располагалась пл. Строганова. |
| Дивенская                          | 80     | 1857      | н/д   | 3              | Буфетное здание (декабрь 1858 г.). Весовой помост (1863 г.) |
| Мшинская                           | 99     | 1857      | н/д   | 4              | - |
| Преображенская                     | 116    | 1857      | н/д   | 5              | С 1919 г. — Толмачёво |
| Луга                               | 129    | 1857      | II    | 2              | Узловая станция с 1916 г.: линия Луга I — Луга-II — Батецкая — Новгород. Паровозное депо. Буфетное здание (декабрь 1858 г.). Газовый завод (1859 г.), станция освещена газом с 31 января 1860 г. На 142-й версте перегона Луга — Серебрянка располагалась пл. Фан-дер-Флит. |
| Серебрянка                         | 150    | 1859      | IV    | 4              | |
| Плюсса                             | 171    | 1859      | IV    | 4              | Речной водоём (1860 г.) |
| Белая, Струги Белая                | 193    | 1859      | III   | 3              | c 1905 г. — Струги Белые, ныне Струги Красные. Буфетное здание. Речной водоём (октябрь 1859 г.). На 202-й версте перегона Белая — Новоселье располагалась пл. Козловского, пл. Броневского (Владимирский Лагерь), пл. Гинце. |
| Новоселье                          | 213    | 1859      | IV    | 4              | |
| Торошино                           | 238    | 1859      | IV    | 4              | Торощинская |
| Псков                              | 257    | 1859      | I     | 1              | С 1889 года узловая станция: Псково-Рижская ж. д., Бологое-Псковская ж. д., Псков — Полоцкая линия, линия Псков — Гдов — Нарва. Пассажирское здание, каменное (1860—1863 гг.). Газовый завод (1861 г.). Паровозное каменное здание с круглой частью для 20 паровозов и с мастерскими (1863 г.). Весовой помост (1863 г.). Водокачальня у Псковы. Паровозное депо (локомотивное депо Псков (ТЧ-17 Окт). Вагонное депо Псков (ВЧД-12 Окт). Питомник для развода саженцев разных растений для рассадки «по сторонам дороги живых изгородей вместо жердевых». Псковское отделение Октябрьской железной дороги (упразднено с 1 июля 1996 г.). Железнодорожный музей (Вокзальная ул., д. 38). На 262-й версте перегона Псков — Черская располагалась пл. Викингейзера (пл. Черёха). |
| Черская                            | 281    | 1860      | н/д   | 4              | ранее Орлинская, Орлы. Пассажирское деревянное здание. |
| Остров                             | 306    | 1860      | н/д   | 3              | Пассажирское здание каменное. Буфет. Каменный паровозный сарай (на 4 паровоза). Поворотный круг диаметром 23 фута. Водоёмное здание. Шоссированная дорога до города. |
| Федосино                           | 316    | 1873      | н/д   | -              | с 1904 г. — Брянчаниново |
| Жогово                             | 331    | 1860      | н/д   | 4              | с 1921 г. — Ритупе |
| Пыталово                           | 345    | 1873      | III   | -              | Яунлатгале, Абрене. Узловая станция с 1902 г.: «Пыталовская ветвь» СПб-Варшавской ж. д.: линия Пыталово — Жигури — Сита (далее на Гулбене — Иерики — Ригу). Не действует с середины 1990-х гг. |
| Пондеры                            | 359    | 1860      | н/д   | 4              | ныне Пундури, не действует |
| Корсовка                           | 376    | 1860      | н/д   | 2              | ныне Карсава. |
| Ивановка                           | 392    | 1860      | н/д   | 4              | ныне Межвиди |
| Режица                             | 417    | 1860      | н/д   | 4              | ныне Резекне. Узловая станция с 1901 г.: Московско-Виндаво-Рыбинская ж. д. Пассажирское здание, каменное. Буфет. |
| Антонополь                         | 435    | 1860      | н/д   | 3              | С 1926 г. — Малта |
| Рушоны                             | 460    | 1860      | н/д   | 4              | ныне Аглона |
| Вышки                              | 473    | 1860      | н/д   | 4              | Дубно, ныне Вишки |
| Динабург (с 1893 Двинск)           | 497    | 1860      | I     | 1              | Ныне не существует. Современная станция Даугавпилс — бывшая станция Риго-Орловской ж. д. Первоначально станция Динабург находилась на соединительной ветке, соединявшей Петербурго-Варшавскую и Риго-Орловскую линии. Позже была построена станция на магистральной линии, а станция на соединительной ветке стала товарной. C 1893 г. — Двинск, с 1920 г. — Даугавпилс. Узловая станция с 1861 г.: Риго-Динабургская ж. д., Динабурго-Витебская ж. д., позднее вошедшие в Риго-Орловскую ж. д. Локомотивное депо Даугавпилс. Локомотиворемонтный завод. Двинск-Товарная станция. Станция в межвоенные годы называлась Даугавпилс II. Разрушена в 1944 г., не восстановлена, упразднена.                                                                                      |
| Калкуны                            | 502    | 1862      | III   | -              | ныне Грива. Узловая станция с 1873 г.: соединение с Либавской ж. д. (с 1876 г. — Либаво-Роменской ж. д.) Буфет. |
| Турмонт                            | 520    | 1862      | н/д   | 4              | Ново-Александровская, ныне Турмантас |
| Дукшты                             | 540    | 1862      | н/д   | 3              | Дукшты, ныне Дукштас. Буфет. С 1916 г. по 197х г. узловая — УЖД Дукшты — Друя. |
| Игналино                           | 563    | 1862      | н/д   | 4              | ныне Игналина |
| Свенцяны                           | 585    | 1862      | III   | 2              | ныне Швенчёнеляй. С 1895 г. — узловая: узкоколейная ветка Поневеж — Свенцяны — Березвечь, разобранная в 197х г. С 1975 г. узловая — ширококолейная линия Швенчёнеляй — Утена. Каменное пассажирское здание (1861 г.). Буфет. |
| Подбродзе                          | 610    | 1862      | н/д   | 4              | ныне Пабраде. Узловая с 1916 г. : ветка Пабраде — Лынтупы, позже продлена до Крулевщизны. В 2003 г. ветка от станции Пабраде до ст. Лынтупы разобрана. |
| Безданы                            | 634    | 1862      | н/д   | 4              | ныне Бездонис |
| Вилейка                            | 649    | 1873      | II    | -              | Вилейская, Вилейск, Ново-Вилейск, ныне Науйойи-Вильня. С 1873 г. — узловая: соединение с Ландварово-Роменской ж. д. Буфет. |
| Вильна                             | 658    | 1862      | I     | 1              | Вильно; с 1939 г. — Вильнюс. Узловая станция c 1884 г.: Полесские ж. д.: линия на Лиду — Барановичи. Вильна-Товарная. Каменное пассажирское здание (1861 г.). Буфет. Паровозный сарай. |
| Ландварово                         | 675    | 1862      | н/д   | 3              | ныне Лентварис. Узловая станция с 1862 г.: линия на Ковно — Вержболово — граница с Пруссией (протяжённостью 178 вёрст). Каменное пассажирское здание (1861 г.). Буфет. |
| Рудзишки                           | 693    | 1862      | н/д   | 4              | ныне Рудишкес |
| Олькеники                          | 712    | 1862      | н/д   | 4              | ныне Валькининкай |
| Ораны                              | 732    | 1862      | III   | 3              | У села Маргажеры, ныне Варена. Узловая станция с 1895 г.: стратегическая ветвь Ораны — Олита. Буфет. Ветка на Олиту (Алитус) не действовала с конца Первой мировой войны и позже разобрана. |
| Марцинканцы                        | 752    | 1862      | III   | 4              | Ныне Марцинконис. Узловая станция с 1916 г. по 195Х г.: узкоколейная лесовозная железная дорога на Мотыли и далее. Участок от ст. Марцинконис до литовско-белорусской границы не используется, трансграничный участок разобран. |
| Поречье                            | 775    | 1862      | II    | 2              | Узловая станция с 1934 г.: ветка Поречье — Друскининкай. Ныне участок Поречье — о. п. Учитель. Некоторое время называлась станцией Друзгеники. Буфет. |
| Зелинская-Богоушева                | 793    |           |       | 5              | Ныне о. п. Богушевка. В межвоенные годы Zielona. |
| Гродно                             | 804    | 1862      | н/д   | 4              | Узловая станция с 1907 г.: Полесские ж. д.: линия Гродно — Мосты. Каменное пассажирское здание. Буфет. |
| Лососна                            | 809    | 1906      |       |                | Ныне Лососно. С 1899 г. ветка на Сувалки, Олиту. Но узловой станцией стала только в межвоенные годы. Ветка разобрана после окончания ВОВ. |
| Кузница                            | 829    | 1862      | IV    | 4              | ныне Кузница-Белостоцка, пограничная станция Польских железных дорог. |
| Соколка                            | 844    | 1862      | III   | 3              | ныне Сокулка. С 196Х г. узловая: линия Сокулка — Сувалки. Каменное пассажирское здание. Буфет. |
| Чёрная-Весь                        | 862    | 1862      | IV    | 4              | ранее Чарна-Весь, ныне Чарна-Белостоцка |
| Белосток                           | 882    | 1862      | II    | 4              | Узловая станция с 1872 г.: Бресто-Граевская ж. д. (с 1880 г. — Юго-Западные ж. д., Белосток — Граево — граница с Пруссией); Полесские ж. д. (Белосток — Барановичи) Буфет. |
| Лапы                               | 904    | 1862      | I     | 1              | С 1893 г. — узловая: соединение с Привислинскими ж. д. Пассажирское здание, каменное. Буфет. |
| Щепетово                           | 929    | 1862      | IV    | 4              | ранее Средница, ныне Шепетово |
| Чижов                              | 944    | 1862      | III   | 3              | ныне Чижев |
| Малкин                             | 967    | 1862      | н/д   | 4              | Малкиня. Узловая станция с 1887 г.: Седлец-Малкинская ж. д. (Привислинская ж. д.): линия Малкин — Седлец. Буфет. |
| Зеленец                            | 980    | 1872      | н/д   | 5              | ныне Садовне-Венгровске |
| Лохов                              | 994    | 1862      | III   | 3              | Ныне Лохув |
| Тлущ                               | 1013   | 1862      | IV    | 4              | Узловая станция |
| Воложин                            | 1028   | 1872      | н/д   | 5              | Ныне Воломин |
| Марки                              | 1043   | 1867      |       |                | Товарная станция. Узловая станция: соединительные ветви с Варшаво-Венской, Варшавско-Тереспольской и Привисленскими железными дорогами. Ныне ст. Варшава-Виленска-Марки. |
| Варшава                            | 1046   | 1862      | в/к   | 1              | Станция расположена на Праге на правом берегу Вислы. Петербургский (Петроградский) вокзал. При оставлении русскими Варшавы в августе 1915 г. взорван и выгорел при последующем пожаре. Ныне ст. Варшава-Виленска. Виленский вокзал. |

### Ветвь Ландварово — Вержболово — Эйдкунен (прусская Восточная ж. д.) 162 версты

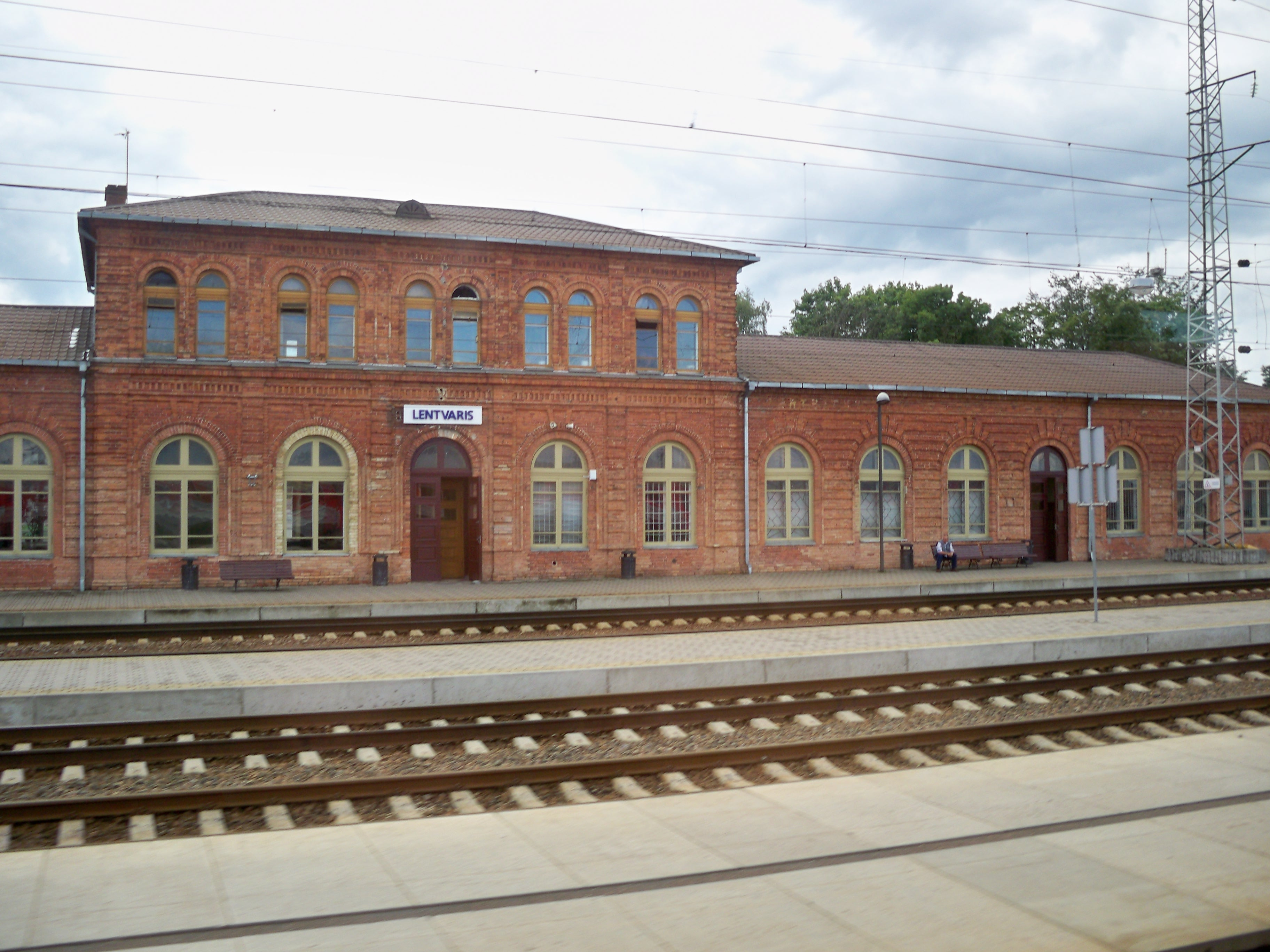
Вокзал ст. Лентварис. Фото 2010 г.

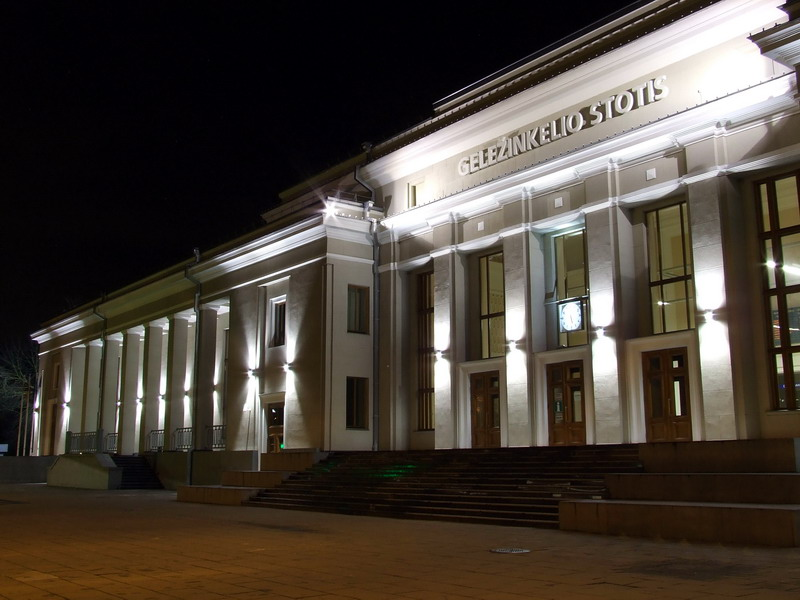
Каунас. Вокзал. Фото 2009 г.

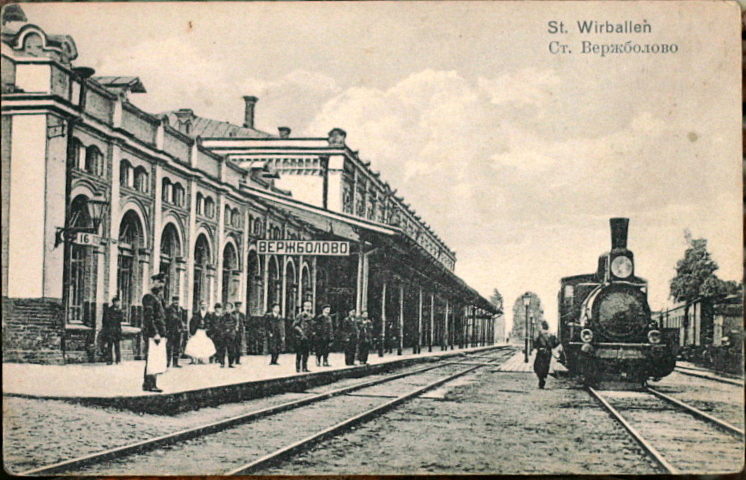
Вокзал ст. Вержболово

| станция      | верста    | год ввода | класс | примечания |
| ------------ | --------- | --------- | ----- | --- |
| Ландварово   | 0/673     | 1861      | II    | С 1862 г. — узловая |
| Евье         |           | 1861      | IV    | Эвье, ныне — Вевис. С конца XIX в. до немецкой оккупации в Первую мировую — Анастасьевская. |
| Жосли        |           | 1861      | IV    | Жослы, ныне — Жасляй |
| Кошедары     | 46 / 719  | 1871      | IV    | Этканы, ныне — Кайшядорис. С 1871 г. — узловая: примыкание Либавской ж. д. (с 1876 г. — Либаво-Роменская ж. д.) |
| Провенишки   |           | 1861      | IV    | ныне Правенишкес |
| Ковно        | 80 / 755  | 1861      | I     | Ветвь на станцию Ковно-Крепость. Обходная ветвь Ковенского тоннеля, протяжённостью 4,66 версты. Пассажирское каменное здание. Паровозное здание (круглое, на 18 стойл). Весовой помост (1863 г.).                                                     |
| Мавруци      |           | 1861      | IV    | ныне Мауручяй |
| Козлова-Руда | 115       | 1861      | IV    | ныне Казлу-Руда. Узловая с 1922 г.: линия Казлу-Руда — Шяштокай. В 1916-197Х г. примыкала протяжённая сеть лесовозно-торфовозной системы УЖД: перегрузочная станция                                                                                   |
| Пильвишки    |           | 1861      | IV    | ныне Пильвишкяй |
| Вильковишки  |           | 1861      | IV    | ныне Вилкавишкис |
| Вержболово   | 161 / 835 | 1861      | в/к   | с 1919 г. — Вирбалис, после Второй Мировой войны — Кибартай. Пограничная станция Российской империи (граница по р. Лепона). Таможня. Пассажирское здание (каменное, 1860—1864 гг.). Крытая товарная платформа с подъёмным краном. Таможенный пакгауз. |
| Эйдкунен     | 162       | 1861      | н/д   | Пограничная станция Пруссии, Прусско-королевская Восточная ж. д. Упразднена после ВОВ, восстановлена в 2017 г. Ныне Чернышевское. |

### Ветвь Ораны — Олита — Сувалки — Гродно (Лососна) (военно-стратегическая). 231 верста
| станция        | верста | год ввода | класс | примечания |
| -------------- | ------ | --------- | ----- | --- |
| Ораны          | 0      | 1862      | III   | С 1895 г. — узловая: боковая ветка Ораны — Олита — Сувалки — Гродно (Лососна) . Ныне Варена. От Варены до Алитуса разобрана в 1935 г. Перегон в г. Алитус разобран в 1997 г. |
| Артиллерийская | 9      | 1895      | н/д   | С 1918 г. — ст. Артиллерия. Участок от Олиты до Артиллерии перестал действовать 15 января 1926 году из-за аварийного состояния моста через реку Меркис. |
| Гай            |        |           | н/д   | Платформа. С 1918 г. — о.п. Гоюс. Упразднён. |
| Дауги          | 21     | 1895      | н/д   | С 1918 г. — ст. Даугай. Упразднён. |
| Повортаны      |        |           | н/д   | Платформа. С 1918 г. — о.п. Павартонис. Упразднён. |
| Патаранцы      | 36     | 1895      | н/д   | С 1918 г. — ст. Потеронис. Движение от станции Олита прекратилось 1 января 1926 года из-за аварийного состояния Нямунасского моста. |
| Олита          | 44     | 1899      | н/д   | С 1918 г. — ст. Алитус. В 1944 г. участок Шяштокай — Алитус разобран немцами, в 1959 г. восстановлен. С 1984 г. — ст. Алитус-II. Упразднена в 1997 г. |
| Симно          | 68     | 1899      | н/д   | С 1918 г. — ст. Симнас, позже — ст. Мергалаукис. Упразднена. |
| Красна         |        | 1899      |       | Разъезд. С 1918 г. — ст. Кросна. Упразднена. |
| Шестаков       | 86     | 1899      |       | Ныне Шяштокай. С 1920 по 1992 г. трансграничный польско-литовский (с 1940 по 1991 г. польско-советский) участок не действовал. В межвоенные и послевоенные годы был разобран, в конце 1950-х или начале 1960-х был восстановлен (военно-стратегическое значение), но не действовал. В 1922 г. открыта линия Шяштокай — Казлу-Руда. С 195х или 196х г. — узловая. Линия до Алитуса используется только для грузовых перевозок. |
| Мацково        |        | 1899      |       | Разъезд. Упразднён |
| Пуньск         | 109    | 1899      | н/д   | Ныне Тракишки. Пограничная станция Польских железных дорог. |
| Веселово       |        |           |       | Разъезд. Другие названия — о.п. Анново, о.п. Лавоче. Упразднён. |
| Сувалки        | 133    | 1899      |       | Тупиковая станция, изменение направления движения. С 1915 г. — узловая: линия Сувалки — Олецко |
| Августов       | 163    | 1899      |       | Станция |
| Ново Каменная  | 187    | 1899      |       | Ныне Каменна-Нова. От Каменной-Новой до Лососны разобрана. Сохранилась насыпь по которой раньше проходила линия выше деревни Осмоловщина. От Каменной Новой до ст. Сокулка в 196Х г. построена новая линия. Как станция не действует, нынешний статус — о.п. |
| Красностокская |        |           | н/д   | Платформа. С 1918 г. — о.п. Ружанысток. |
| Беляны         | 210    | 1899      | н/д   | Сохранился фундамент станционного здания и рампа |
| Лососна        |        | 1899      | н/д   | На разъезде Лососна ветвь примыкала к Петербурго — Варшавской линии. От Лососны по трассе линии проложен подъездной путь до промзоны. |

### Ветвь Свенцяны — Березвечь (узкоколейная (750 мм); на 1906 г. — тупиковая). 119 вёрст
| станция           | верста | год ввода | класс | примечания |
| ----------------- | ------ | --------- | ----- | --- |
| Новосвенцяны      | 0      | 1862      | III   | Новосвенцяны, ныне Швенчёнеляй. С 1895 г. — узловая, боковая узкоколейная ветка Новосвенцяны — Березвечь. Участок Лынтупы — Глубокое перешит на колею 1435 мм (в советские годы на 1520 мм), остальная часть линии разобрана. С 1901 г. узкоколейная линия Свенцяны — Поневеж (Паневежис), в 197Х г. участок Швенчёнеляй — Утена перешит на 1520 мм. Участок Швенчёнеляй — Лынтупы разобран в советские годы. |
| Свенцяны          | 13     | 1895      | н/д   | Швенчёнис. Упразднена. |
| Лынтупы           | 26     |           |       | Узловая — УЖД Поставы — Нарочь, Пабраде — Лынтупы (построена немцами в 1916 г.; 1435 мм, в советские годы перешита на 1520 мм) |
| Разлоги           |        |           |       | |
| Годуцишки         | 49     |           |       | Также Адутишкис (станция находилась на территории и Литовской ССР, и Белорусской ССР). С 197x по 2003 г. узловая — ветка на Диджясалис. |
| Поставы           | 66     | 1895      | н/д   | |
| Старый Двор       |        |           |       | |
| Воропаево         | 89     |           |       | Узловая — ветка на Друю. |
| Новодруцк         | 100    |           |       | |
| Константинов-Двор |        |           |       | |
| Березвечь         | 119    | 1895      | н/д   | Ныне Глубокое. В 19хх г. линия продлена до Крулевщизны. |

### Ветвь Пыталово — Сита (на 1906 г. — тупиковая). 63 версты
| станция      | верста          | год ввода | класс | примечания                                                             |
| ------------ | --------------- | --------- | ----- | ---------------------------------------------------------------------- |
| Пыталово     | 0               | 1860      | III   | Яунлатгале, Абрене. С 1902 г. — узловая: боковая ветка Пыталово — Сита |
| Марачево     | 8-я от Пыталово | 1902      | н/д   |                                                                        |
| Мариенгаузен | 19              | 1902      | н/д   | ныне Виляка                                                            |
| Купрова      | 38              | 1902      | н/д   | ныне Куправа                                                           |
| Боловск      | 58              | 1902      | н/д   | ныне Балвы                                                             |
| Сита         | 63              | 1902      | н/д   |                                                                        |

## Инженерные сооружения

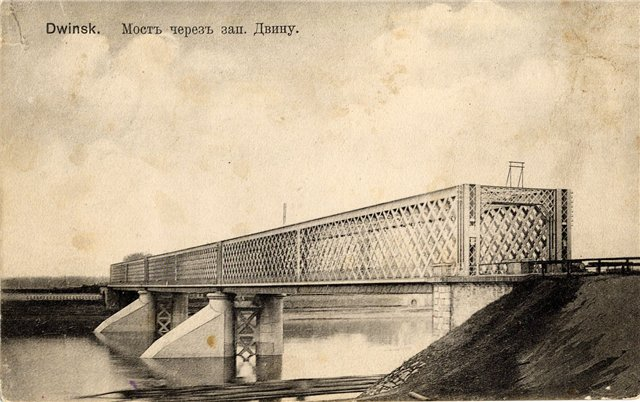
Двинск. Мост. Дореволюционное фото

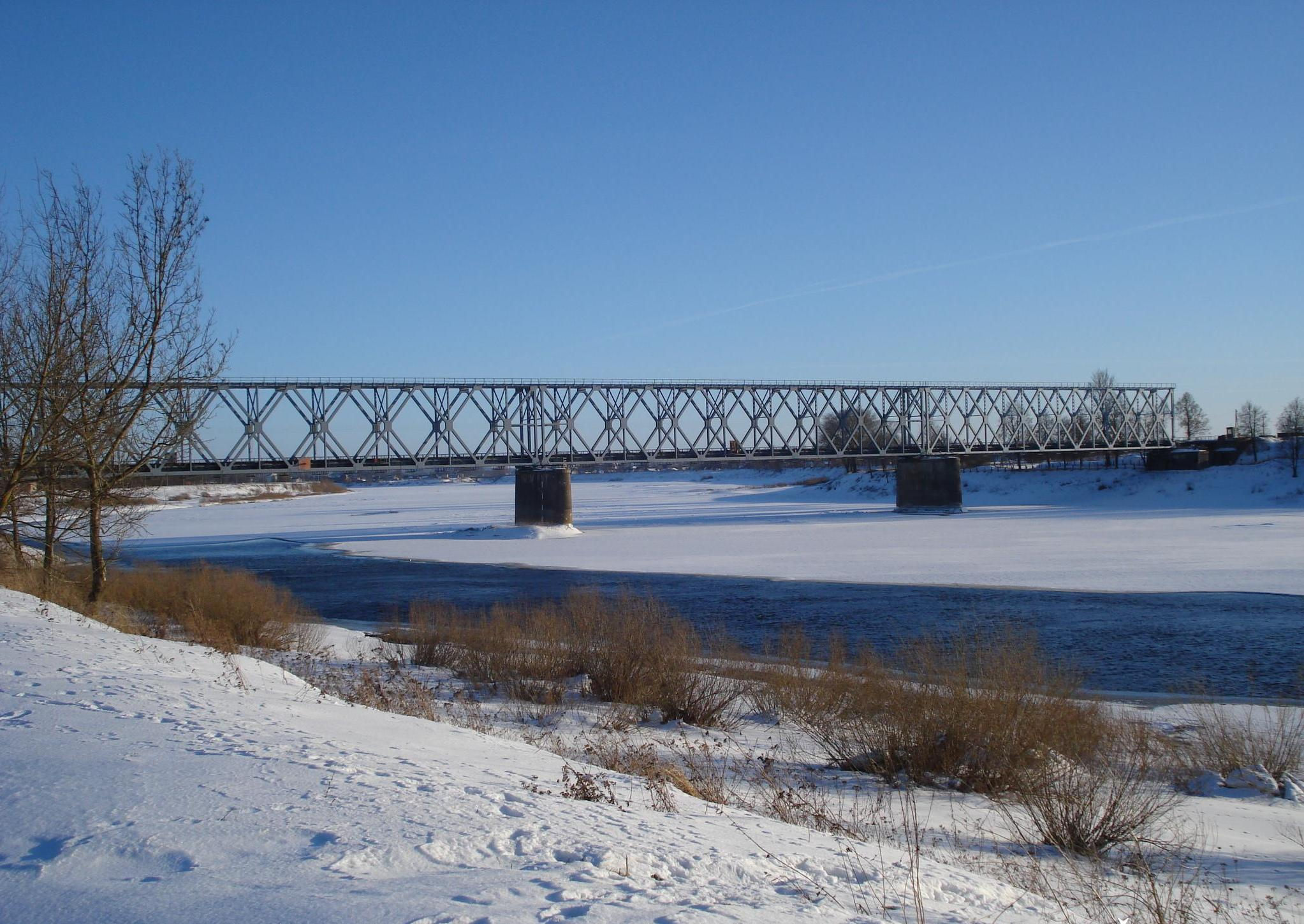
Даугавпилс. Мост. Март 2010 г.

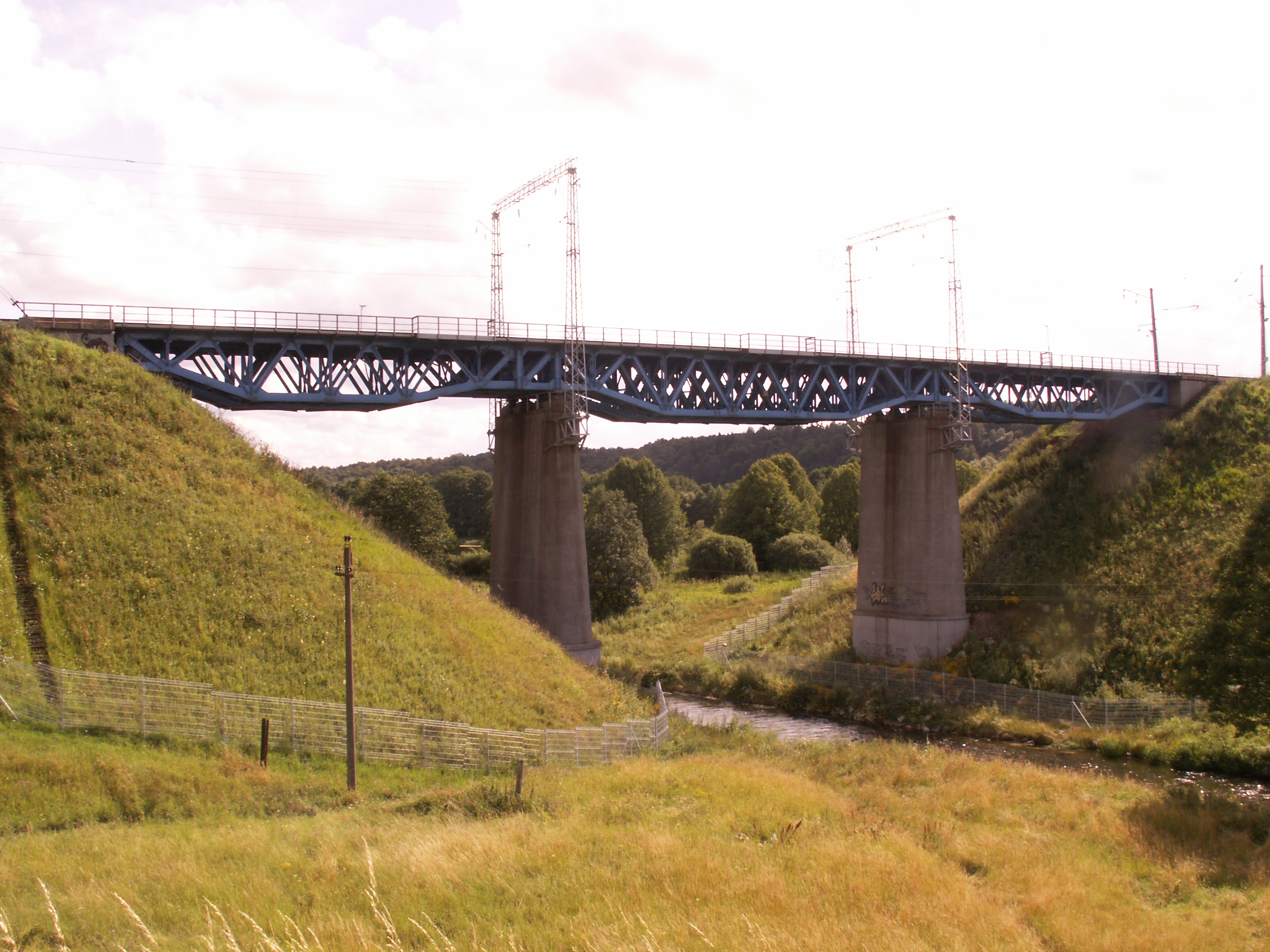
Мост через Воке

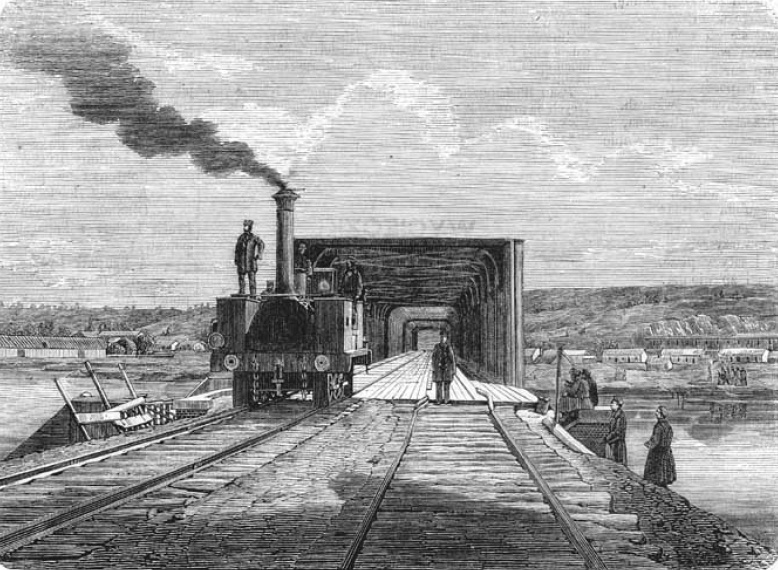
Мост через Неман у Ковны

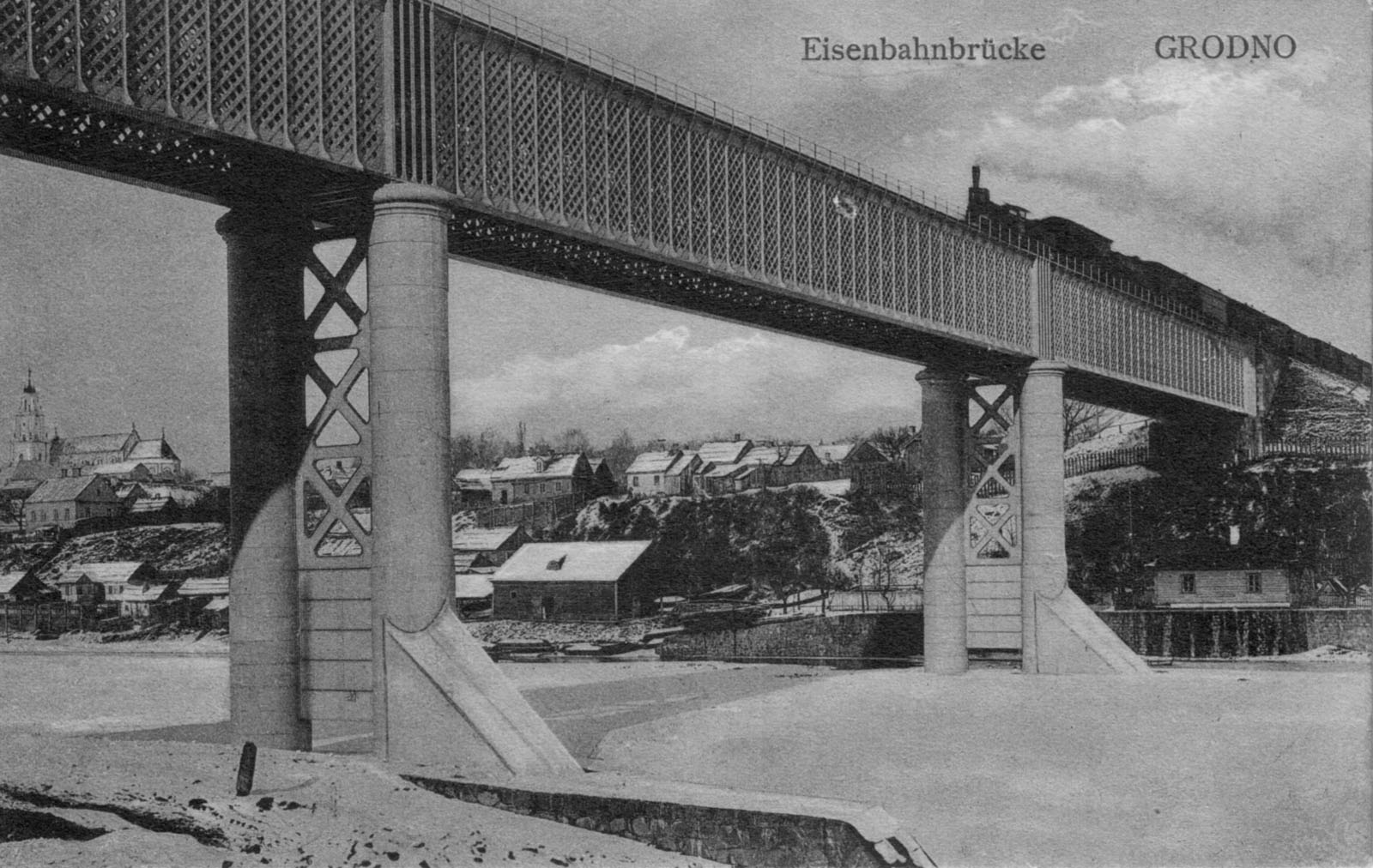
Гродно. Мост через Неман. Дореволюционное фото

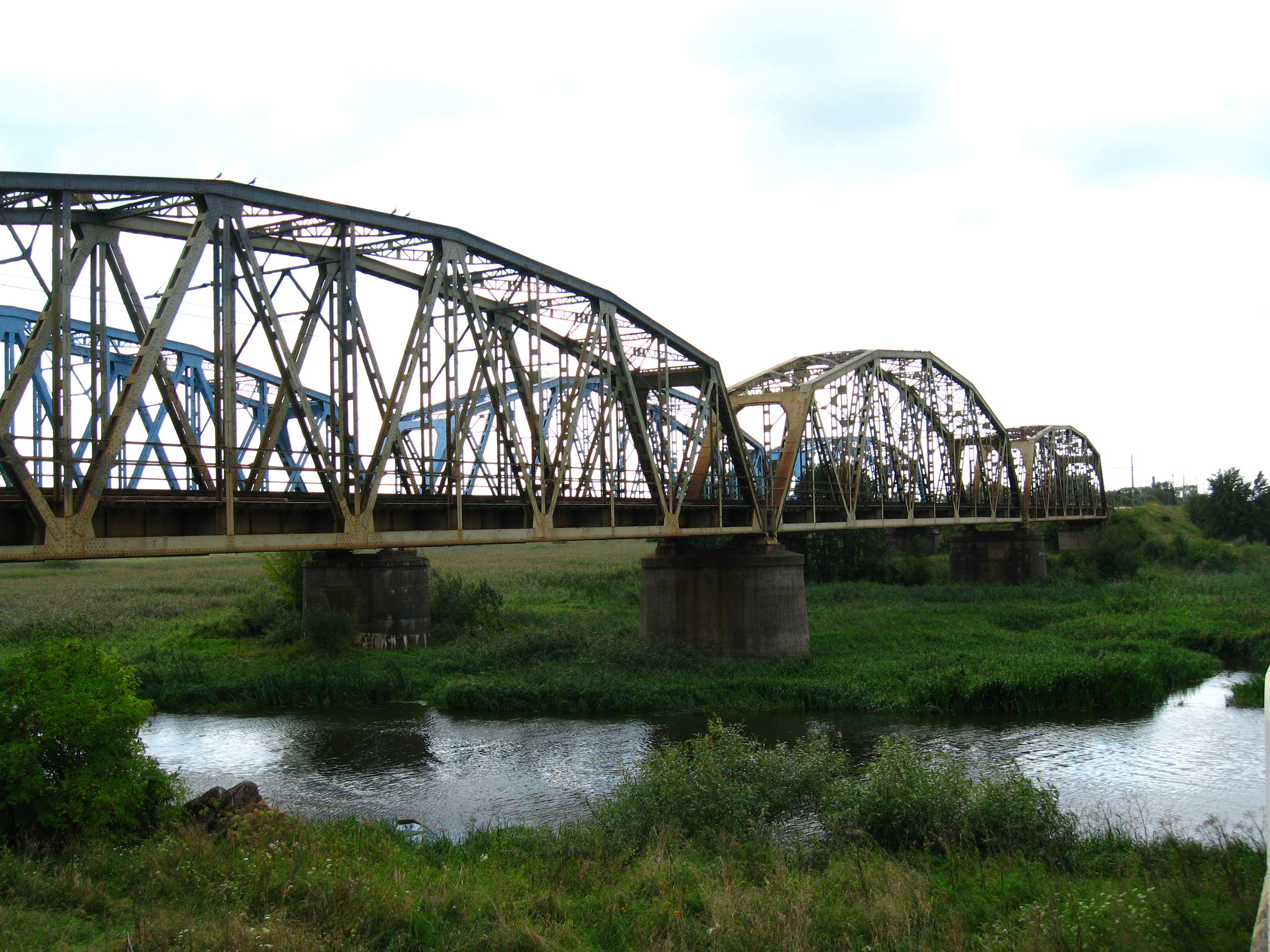
Мост через Нарев. Фото 2008 г.

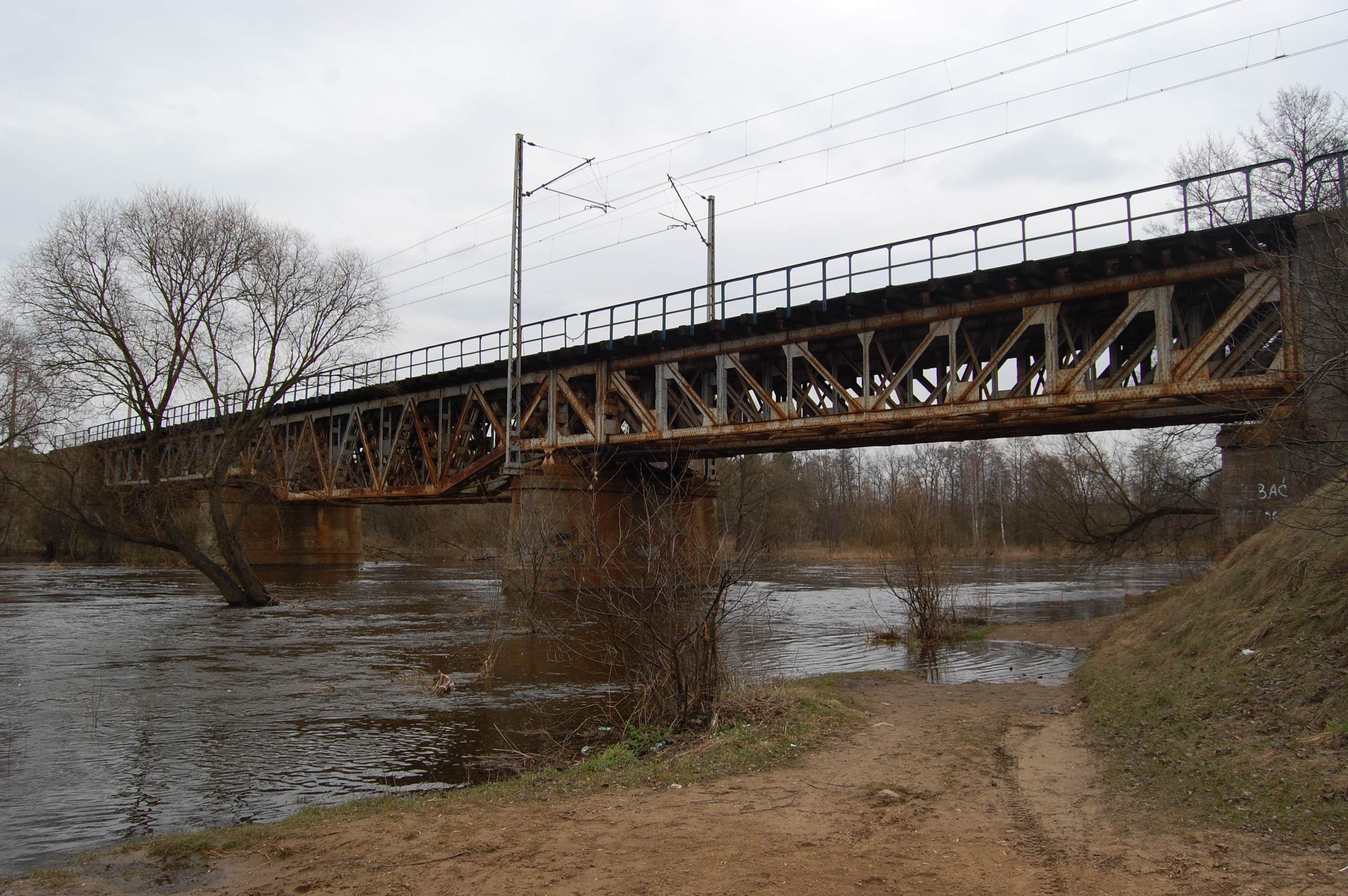
Мост через Ливец. Фото 2009 г.

### Мосты
- Мост через реку Ижора (на 37-й версте). Однопролётный.
- Мост через реку Оредеж у Сиверской (на 64-й версте). Отверстием 7,7 сажени.
- Мост через реку Ящеру
- Мост через реку Луга у станции Преображенская (на 116-й версте). 1853—1857 годах Первый в России металлический железнодорожный мост. Проект составлен в 1852 г. инж. проф. С. В. Кербедзом. Строился под руководством инженеров И. И. Стебницкого, И. Ф. Рерберга. Длина 115 м, двухпролётный, с ездой поверху[4]. Неразрезные металлические фермы решетчатого типа с параллельными поясами и часто расположенными перекрёстными раскосами — на то время наиболее совершенная мостовая конструкция в Европе. Пролётные строения были изготовлены из отечественного железа. Разрушен в 1941 году.
- Мост через реку Плюсса (на 168-й версте). Однопролётный.
- Мост через реку Псковица
- Мост через реку Пскова у Торошино (на 236-й версте). Отверстием 10 саженей, однопролётный
- Мост через реку Пскова (на 245-й версте). Однопролётный.
- Мост через р. Черёха (на 262-й версте). Отверстием 42,0 сажени (14 + 14 + 14 саж.), трёхпролётный, раскосной системы.
- Мост через реку Многа (на 263-й версте). Отверстием 12 саженей, однопролётный, раскосной системы.
- Мост через реку Щепец (на 300-й версте). Отверстием 12 саженей, однопролётный, раскосной системы.
- Мост через реку Великая у Острова (на 306-й версте). инженер Э. Коллиньон. Однопролётный, длиной 40 саженей (88 м).
- Мост через реку Утроя у Брянчаниново (на 319-й версте). Отверстием 12 саженей. Однопролётный.
- Мост через реку Утроя (на 371-й версте). Отверстием 10 саженей.
- Мост через реку Утроя у Корсовки (на 378-й версте). Отверстием 10 саженей.
- Мост через реку Режица (на 416-й версте). Отверстием 22 сажени. Однопролётный.
- Мост через реку Малта (на 434-й версте). Отверстием 12 саженей.
- Мост через реку Золве (на 455-й версте). Отверстием 10 саженей.
- Мост через реку Западная Двина у Двинской крепости (на 499-й версте). 1858—1862 годов. Трёхпролётный (39 + 39 + 39 саж.), многораскосный, с ездою понизу, длина 260 м[4].
- Мост в разливе реки Двина для пропуска полых вод (на 501-й версте). Трёхпролётный (10 + 10 + 10 саж.)
- Мост через реку Лавкесса (на 506-й версте). Отверстием 10 саженей. Однопролётный.
- Мост через реку Свенцана (на 548-й версте). Отверстием 7,5 сажени.
- Мост через реку Вилия (на 621-й версте). Отверстием 30 саженей, однопролётной, многораскосный.
- Мост через реку Вилейка у станции Вилейская (на 650-й версте). Отверстием 34 сажени, трёхпролётный.
- Мост через реку Воке у Ландварово (на 670-й версте). Отверстием 37,50 сажени, трёхпролётный.
- Мост через реку Меречанка (на 717-й версте). Отверстием 20 саженей, высота над ложем реки — 5,65 сажени.
- Мост через реку Улла (на 743-й версте). Отверстием 12 саженей.
- Мост через реку Неман в Гродно (на 807-й версте). Длиной 186 м[4], трёхпролётный (25,7 + 31 + 25,7 саж.), с ездой поверху, решетчатые металлические фермы. Взорван в сентябре 1915 года при отступлении русской армии. Восстановлен поляками в 1934 году.
- Мост через реку Лососна (на 827-й версте).
- Мост через реку Соколда (на 854-й версте). Отверстием 13,2 сажени, трёхпролётный.
- Мост через реку Супрасль у Белостока (на 877-й версте).
- Мост через реку Нарев у Лап (на 903-й версте). Длина 160 м[4] (23,3 + 28,4 + 23,3 саж.), трёхпролётный, решетчатые металлические фермы.
- Мост через реку Западный Буг у Малкина (на 970-й версте). Длина 280 м[4] (23 + 26,3 + 26,3 + 26,3 + 23 саж.), с ездою понизу, решетчатые металлические фермы.
- Мост через реку Ливец у Лохова (на 998—999 версте).
- Мост через реку Висла в Варшаве. В качестве железнодорожного не использовался. Построен в 1858—1864 годах по проекту инженера С. В. Кербедза. Шесть пролётов длиною по 74,7 м. Двухпролётные неразрезные фермы с ездой понизу.
- Мост через реку Неман у Ковно (на 755-й версте). Отверстием 129 саженей, четырёхпролётный (33,5 + 33,5 + 36,8 + 36,8 саж.), с двумя дополнительными береговыми пролётами в 5 саженей каждый; инженер Сезанн[15], с ездою понизу.
- Мост через реку Лепону на русско-прусской границе. Отверстием 10 саженей.

### Путепроводы
- На станции Остров над дорогой из деревни Печора в город (с железным балками на каменных устоях, отверстием в 3 сажени).
- Островоротский в Вильне над улицей, путепровод над станционными путями в Вильне возле депо.
- На станций Белосток каменный арочный путепровод над дорогой, металлический путепровод над станционными путями у вокзала.
- В Даугавпилсе пересечение путепроводом Петербурго-Варшавскойя железной дороги с железной дорогой на Ригу.
- В Даугавпилсе путепровод над дорогой (ныне улица) возле крепости.
- Арочные кирпичные путепроводы возле города Кайшядорис и на перегоне Лентварис — Вевис.

### Тоннели

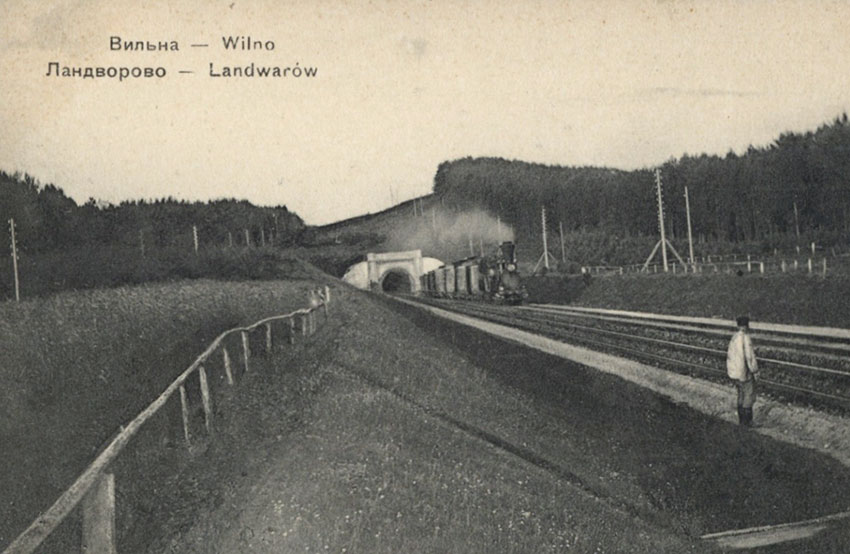
Панарский тоннель под Вильной

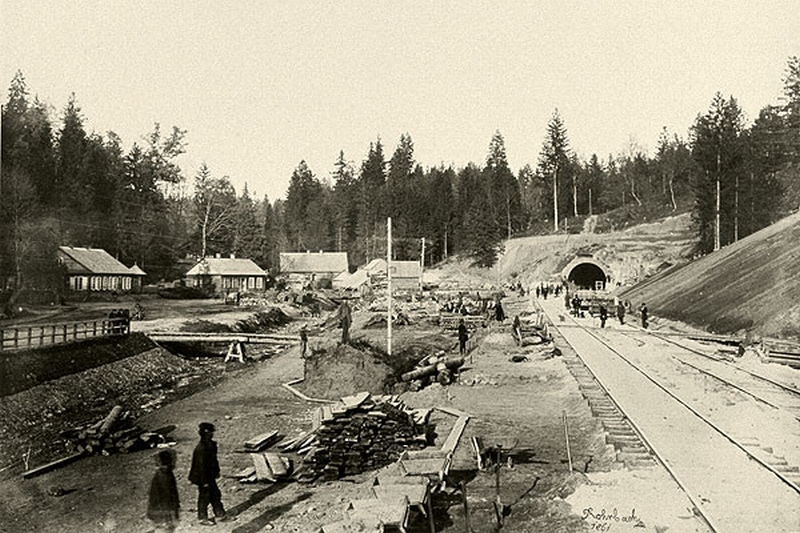
Строительство Ковенского тоннеля

Первые в России железнодорожные тоннели. Инженер-подполковник Г. Ф. Перрот.
- Понарский тоннель в 7 верстах к юго-западу от Вильны (длиною 200 саж./430 м)[4]. Строительство началось 15 (27) января 1859 года с обеих оконечностей. Открыт в 1861 году[17] Не действует с 1950-х годов.
- Ковенский тоннель длиною 600 саженей (1284 м)[4]. Рытьё первой штольни начато 9 мая 1859 года. 20 ноября 1861 года «прошёл сквозь Ковенский туннель первый паровоз».[18] Капитальный ремонт проведён в 2009 году. Тоннелю посвящена почтовая марка Литвы, выпущенная в 2005 году.[17]

### Дамбы
- Бугская. На 971—976 верстах у реки Западный Буг.

## Подвижной состав

### Локомотивы
- Серии Г. Тип 0-3-0[19]. Товарные.

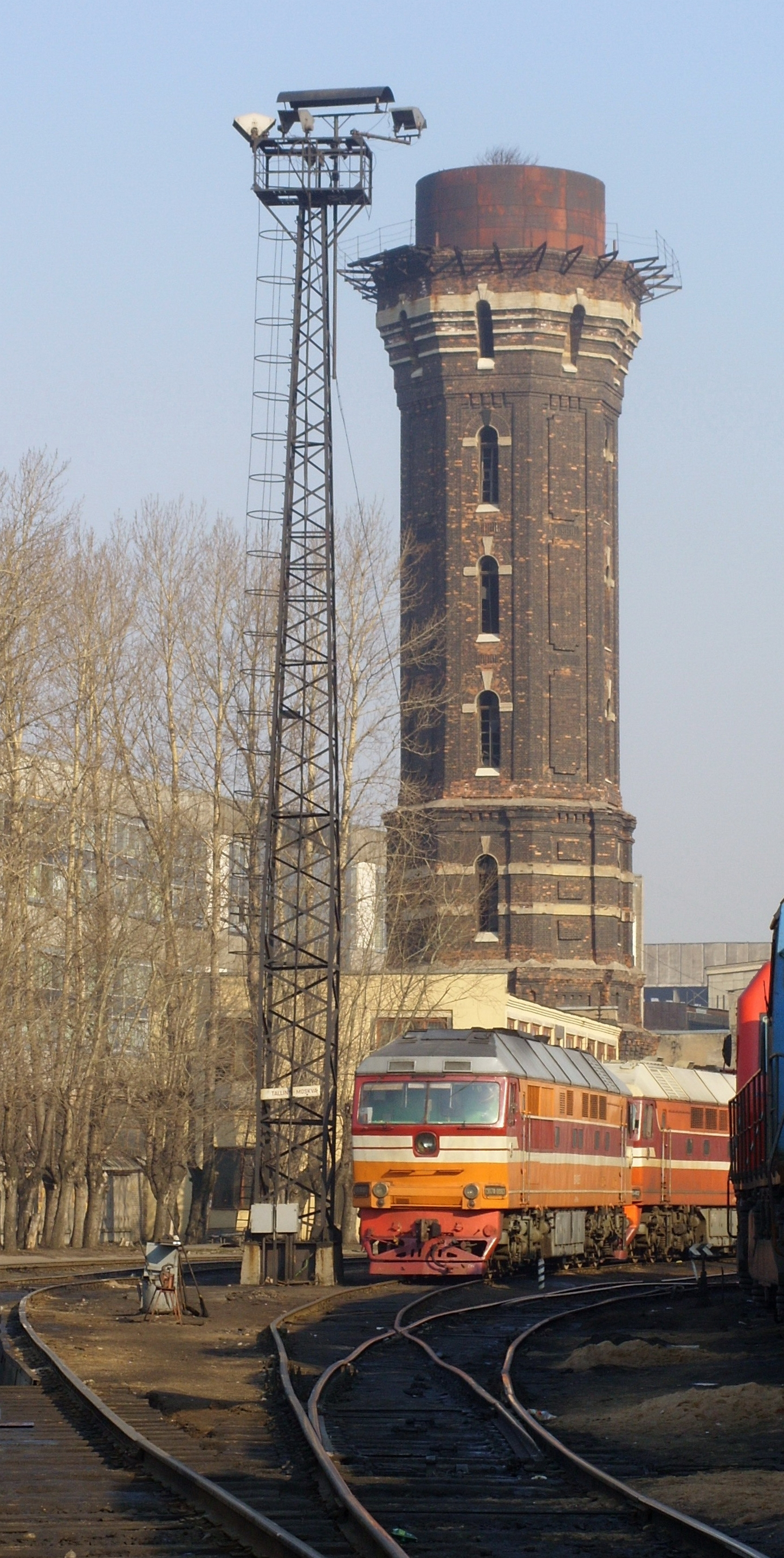
ТЧ-14 Окт. Апрель 2008 г.

Заводы-изготовители: «Шарп-Стюарт» (Манчестер, 1857 г. № 1—14; 1870 г. № 161—170), «Гуэн» (Париж, 1860 г. № 31—40), «Зигль» (Вена, 1862 г. № 101—108; 1863 г. № 109, 110), «Сен-Пьер» (Бельгия), «Китсон» (Дарлингтон, 1871 г.), Ганноверское общество (1871 г.), Мастерские Петербурго-Варшавской дороги (1873 г. № 231, 232).
- Серии Ф. Тип 1-2-0. Товаро-пассажирские.

Построены на заводе Р. Стефенсона (Ньюкасл-апон-Тайн) в 1860 г. № 3—6.
- Серии А. Типы: 2-1-0 и 1-2-1. Пассажирские.

Тип 1-2-1. Построены на заводе «Кайль» в 1861 году (№ 1—4).
Тип 2-1-0. Построены на заводе Шнейдера в 1861 году (№ 5, 6) и в дорожных мастерских (1869—1870 гг., № 7, 8).
- Серии Б. Тип 1-2-0. Товаро-пассажирские.

Строились заводами: «Шарп-Стюарт» (1857 г. № 1—26), «Борзиг» (Берлин, 1862 г. № 71—130; 1876 г. № 137—148), «Кулье» (Шарлеруа, 1863 г. № 64—70), завод в Линдене (под Ганновером, 1875 г. № 131—136).
- Серии Д. Танк-паровозы. Маневровые.

Строились заводами: Леонарда (1862 г. № 1—12; 1871 г. № 16—22), «Гуэн» (1871 г. № 23—25).
- Серии К.
- СО

## Мастерские и депо
- Паровозные мастерские: Санкт-Петербургские мастерские, Псковские (основаны в 1863 г.), Двинские (1866 г.), Виленские, Лапские.
- Вагонные мастерские: С.-Петербург (четыре на 138 вагонов), Динабург (деревянное здание, на 16 вагонов), Вильно (на 16 вагонов), Ковно (на 40 вагонов), Вержболово (на 16 вагонов), Варшава (на 40 вагонов).
- Вагонные сараи: С.-Петербург (два, на 100 вагонов, в том числе стеклянный ремиз на 30 вагонов при пассажирском здании), Ландварово (на 20 вагонов), Вержболово (на 18 вагонов Императорского заграничного поезда).

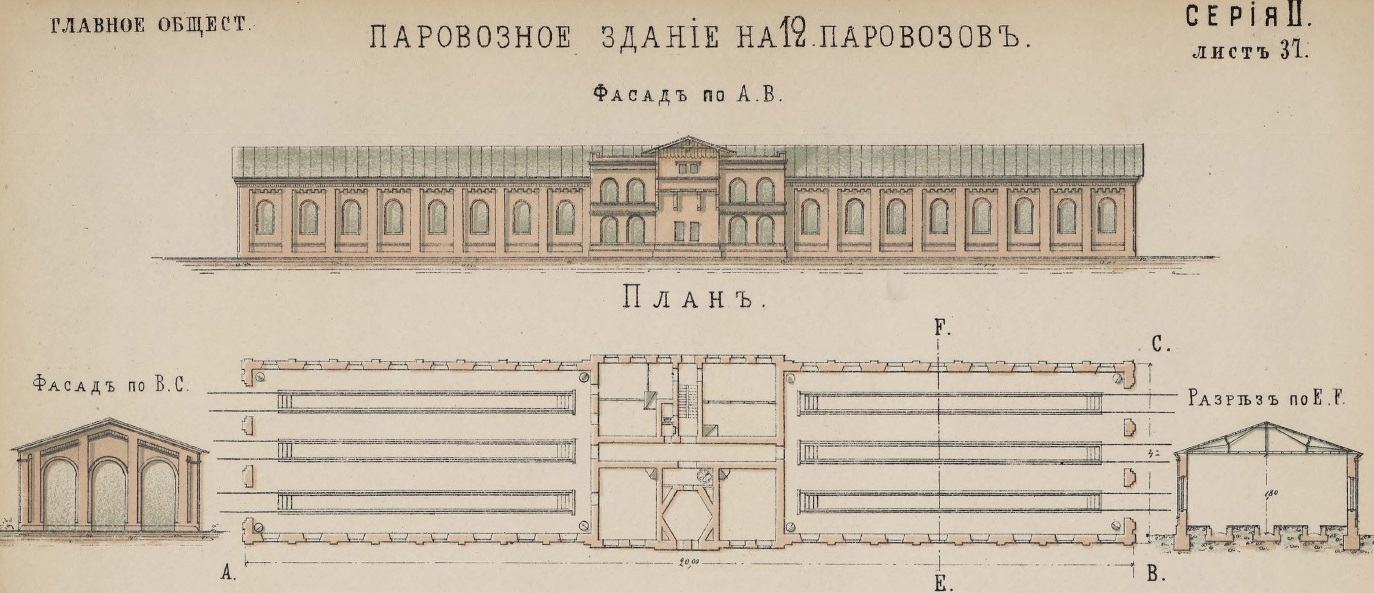
Локомотивное депо на 12 паровозов

- Паровозные здания: С.-Петербург (три здания, одно из них круглое, в них 36 стойл), Александровская (на 2 стойла), Гатчина (два здания на 4 стойла), Дивенская (деревянное, на 2 стойла), Мшинская (деревянное, на 2 стойла), Луга (на 12 стойл), Белая (на 2 стойла), Псков (круглое, на 20 стойл), Остров (на 4 стойла), Корсовка (на 12 стойл), Антонополь (на 4 стойла), Динабург (два здания: круглое на 18 паровозов, деревянное на 9 стойл), Дукшты (на 2 стойла), Свенцяны (на 6 стойл), Вилейка (на 2 стойла), Вильно (два здания на 40 стойл), Ландварово (на 4 стойла), Ораны (на 2 стойла), Поречье (на 6 стойл), Соколка (на 4 стойла), Белосток (на 2 стойла), Лапы (на 12 стойл), Чижев (на 4 стойла), Лохов (на 4 стойла), Варшава (на 6 стойл), Жосли (на 2 стойл), Ковно (круглое, на 18 стойл), Козлова-Руда (на 2 стойл), Вержболово (на 12 стойл). Всего по состоянию на 1868 год: 34 здания на 240 стойл.
- Паровозные депо: Луга, Псков, Вильна (веерное), Ковно (веерное), Козлова-Руда

## Исторические события

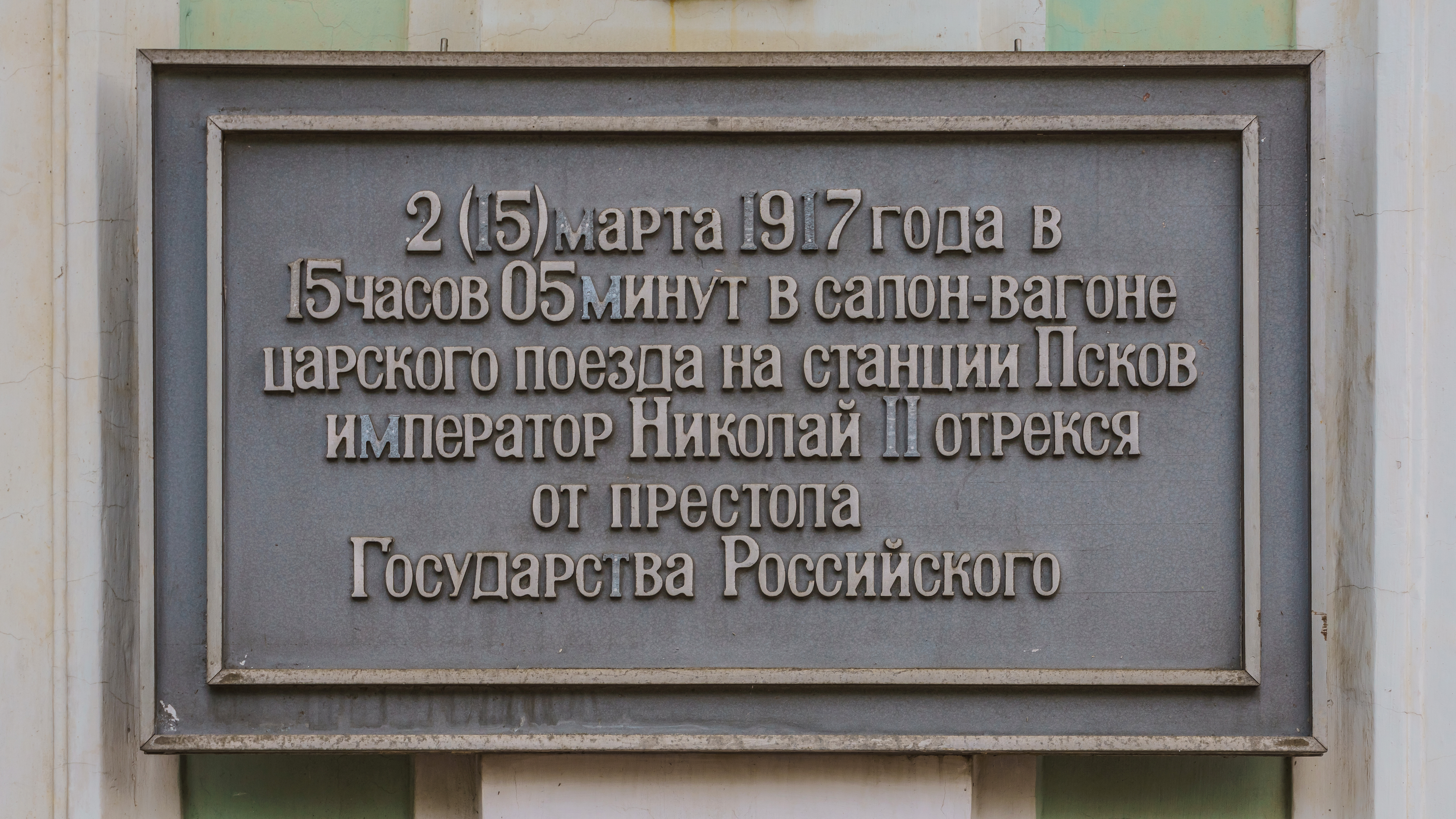
Памятная доска на здании вокзала ст. Псков-Пассажирский. Фото 2018 г.

- 2-7 ноября 1905 года в ходе Ноябрьской политической стачки прекращено движение поездов[20]
- 2 (15) марта 1917 года последний российский император Николай II в царском поезде, задержанном на станции Псков, подписал манифест об отречении от престола.
- 25 февраля 1918 года у станции Торошино было остановлено наступление немецких войск.
- 18 января 1944 года 1-й, 4-й и 5-й отряды 7-й Ленинградской партизанской бригады разгромили немецкий гарнизон, базировавшийся на станции Торошино, и взорвали железнодорожный мост через реку Пскову.[21]

## Происшествия
- 16 июня 1902 году на 106 версте произошло крушение поезда № 24. Убито 2 человека — кочегар и пассажир, тяжело ранен 1 человек, легко ранено 2 человека[22].
- 7 октября 1902 года крушение скорого поезда № 12 сообщением Петербург — Варшава на перегоне Дукшты — Турмонт.
- 26 июля 1964 года крушение скорого поезда № 80 сообщением Калининград — Ленинград на 301 км однопутного перегона Дуловская — Черская. Лобовое столкновение. 36 погибших.
- 4 апреля 1974 года на станции Жасляй столкновение дизель-поезда Д1 с цистерной и пожар. Более 20 погибших, точное число не известно.

## В культуре

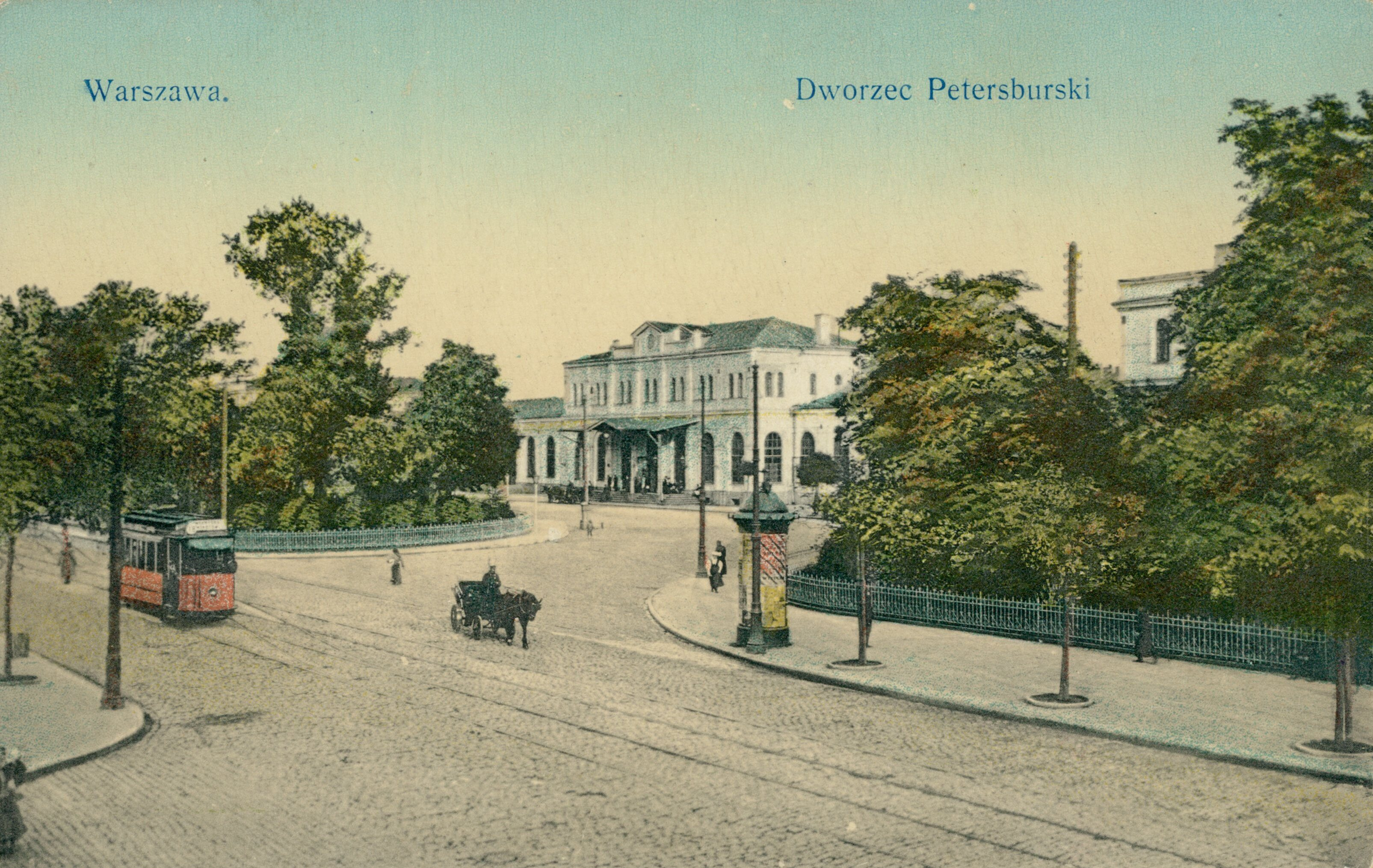
Петроградский вокзал в Варшаве

- А. А. Блок. «Возмездие». 1909 год.

«Вокзал заплёванный; дома, Коварно преданные вьюгам; Мост через Вислу, как тюрьма».
- Ф. М. Достоевский. Первая строка романа «Идиот» (1868 г.):

«В конце ноября, в оттепель, часов в девять утра, поезд Петербургско-Варшавской железной дороги на всех парах подходил к Петербургу».
- В. В. Маяковский. «Россия. Искусство. Мы». 1914 год.

«Пора знать, что для нас „быть Европой“ — это не рабское подражание Западу, не хождение на помочах, перекинутых сюда через Вержболово, а напряжение собственных сил в той же мере, в какой это делается там!»
- Саша Чёрный (Александр Михайлович Гликберг). Работал в службе контроля сборов Петербурго-Варшавской железной дороги. Написал о своих рабочих буднях рассказ «Московский случай», стихотворение «Служба сборов».
- Е. Е. Волков. Картина «На 53-й версте». 1910-е годы. Изображена водопропускная труба реки Суйда.

### Кино
- «Зайчик» (1964 г.; реж. Л. Ф. Быков)

## Фотографии

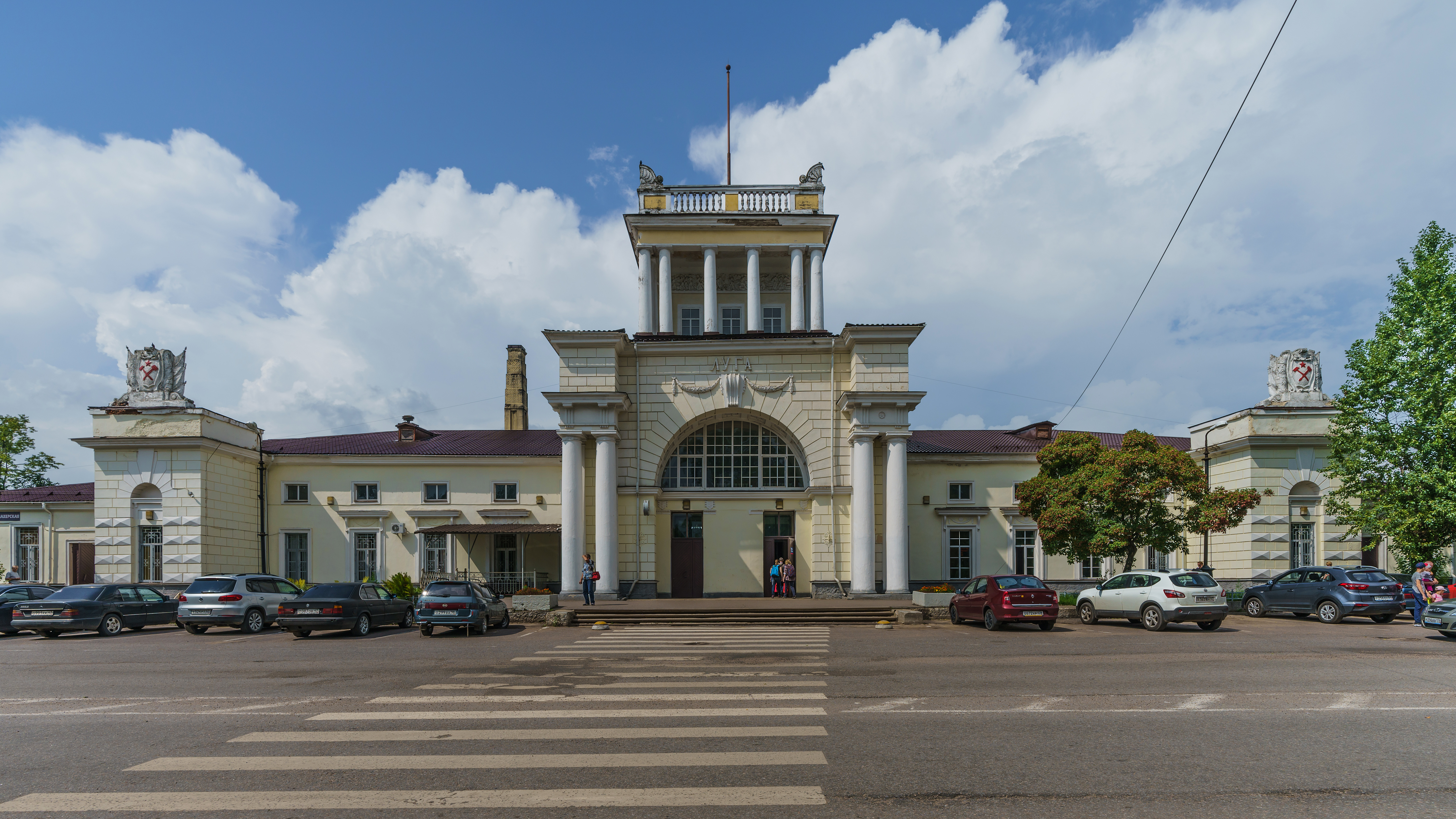
Луга. Вокзал со стороны площади
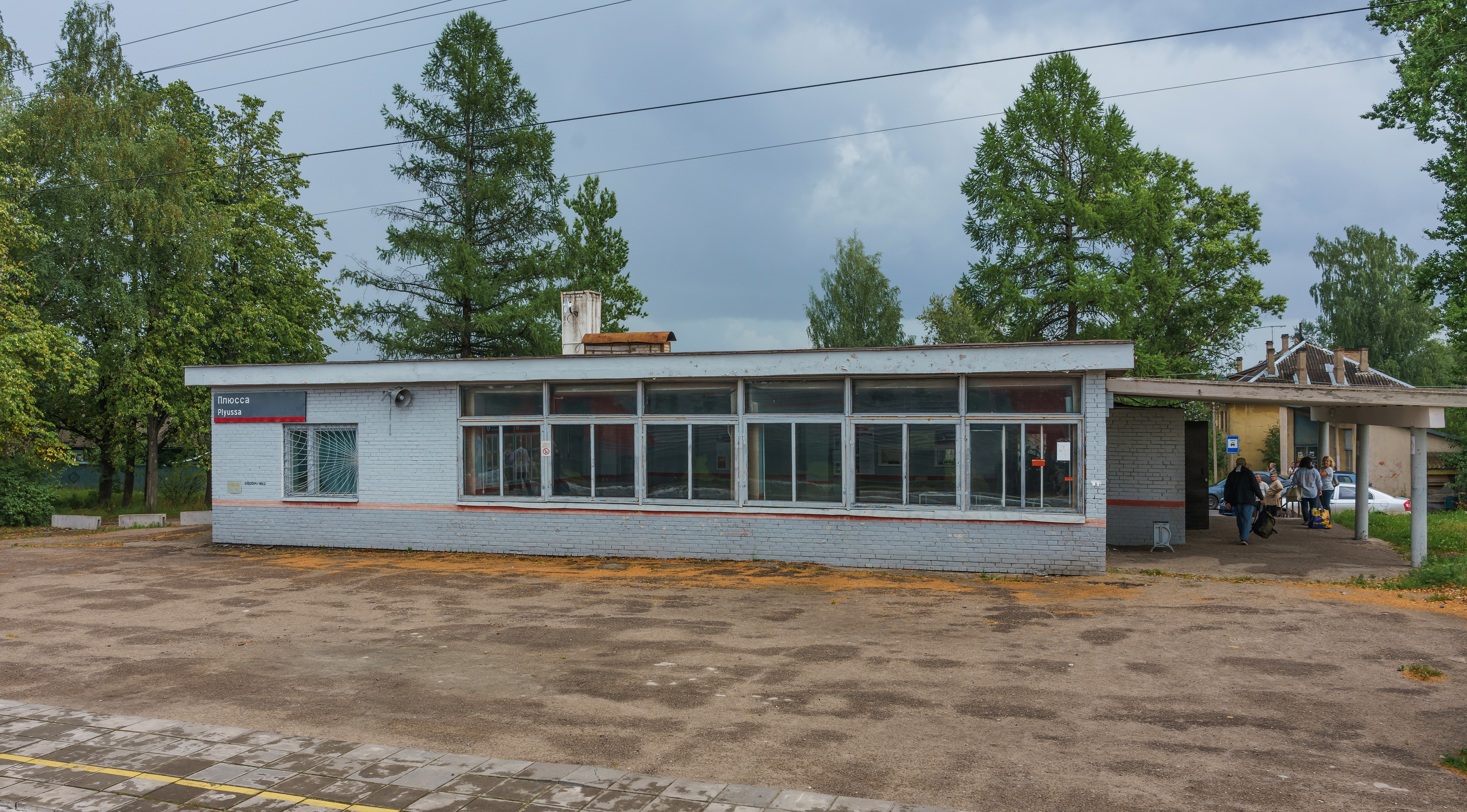
Плюсса. Вокзал. 2018 год
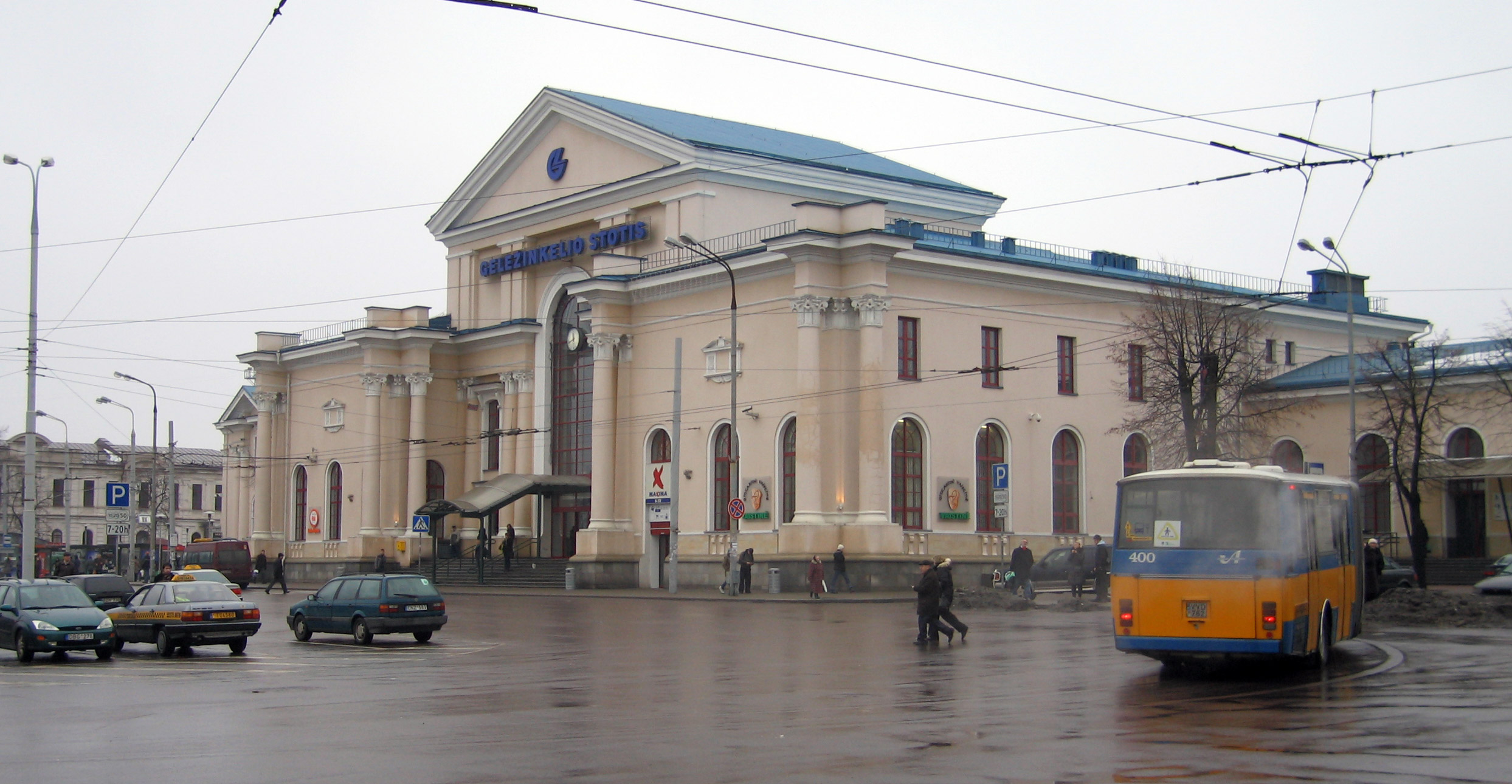
Вильнюс
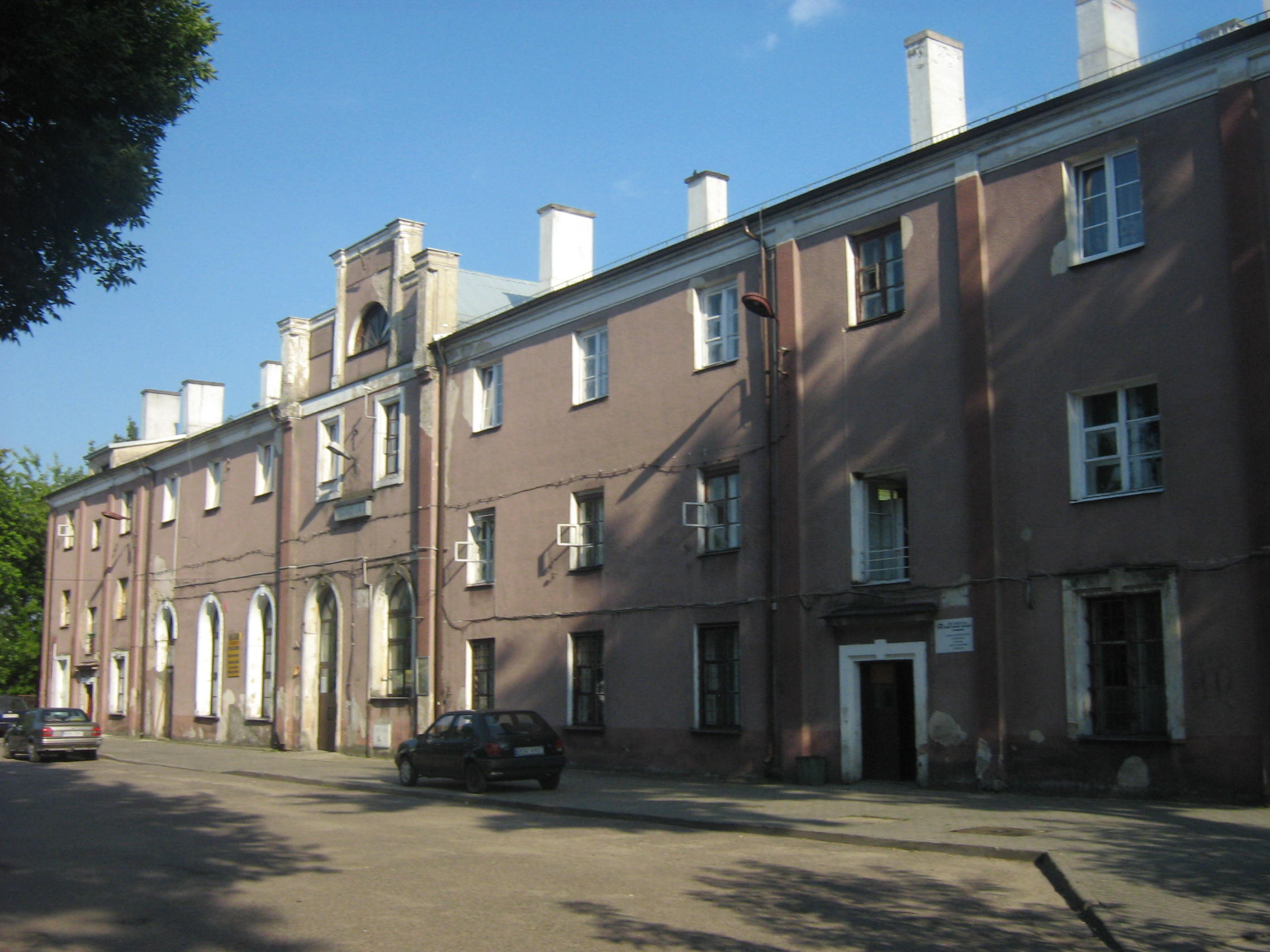
Сокулка. Вокзал. Фото 2009 г.
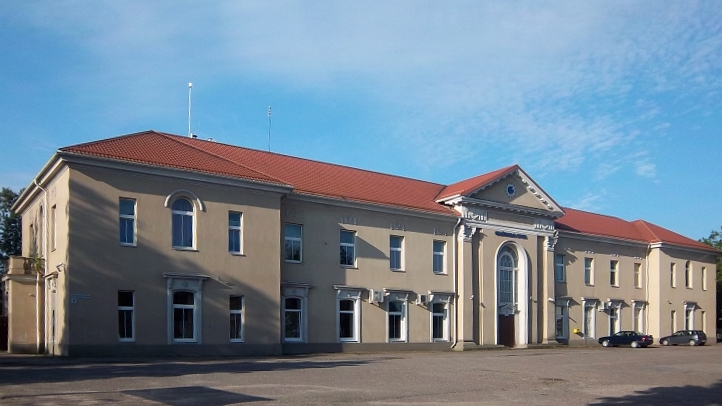
Кайшядорис. Вокзал